# کارل مارکس
کارل هاینریش مارکس (آلمانی: Karl Heinrich Marx؛ ۵ مه ۱۸۱۸ – ۱۴ مارس ۱۸۸۳) فیلسوف، اقتصاددان، تاریخ‌نگار، جامعه‌شناس، نظریه‌پرداز سیاسی، روزنامه‌نگار و سوسیالیست انقلابی آلمانی بود. او در شهر تری‌یر در آلمان متولد شد و در دانشگاه به تحصیل حقوق و فلسفه پرداخت. در ۱۸۴۳ با جنی فون وستفالن ازدواج کرد و به دلیل نوشته‌های سیاسی‌اش، از او سلب تابعیت شد و به همین جهت دهه‌ها به همراه همسر و فرزندانش در تبعید در لندن زندگی کرد. در لندن، او با همکاری فریدریش انگلس به بسطِ اندیشه‌هایش پرداخت، نوشته‌هایش را منتشر کرد و در کتابخانه موزه بریتانیا به تحقیق پرداخت. معروف‌ترین نوشته‌های او مانیفست حزب کمونیست (چاپ ۱۸۴۸) و اثر سه جلدی سرمایه (۱۸۶۷–۱۸۸۳) هستند. تفکرات سیاسی و فلسفی مارکس، تأثیری شگرف بر تاریخ روشنفکری، اقتصادی و سیاسی دوره‌های پس از او گذاشت و نام او به شکل صفت، اسم عام و نام مکتب اجتماعی به کار می‌رود.
نظریات انتقادی مارکس دربارهٔ جامعه، اقتصاد و سیاست — که مجموع آن‌ها را مارکسیسم خطاب می‌کنند — بر این پایه استوار است که جوامع انسانی از طریق مبارزه‌های طبقاتی پیش می‌روند. در سرمایه‌داری، این موضوع خود را به شکل مبارزه میان طبقات حاکم (معروف به بورژوازی) که ابزارهای تولید را در اختیار دارند و طبقات کارگر (معروف به پرولتاریا) که با عرضه نیروی کارشان در ازای پرداخت حقوق ابزارهای تولید را به کار می‌اندازند، نشان می‌دهد. مارکس در رویکردی انتقادی معروف به ماده‌باوری تاریخی، پیش‌بینی کرد سرمایه‌داری مثل نظام‌های اقتصادی-اجتماعی گذشته، تنش‌های درونی ایجاد کرده است که منجر به نابودی آن و جایگزینی‌اش با نظام جدیدی، معروف به مناسبات تولید سوسیالیستی می‌شود.
در نظر مارکس، دشمنی میان طبقات در سرمایه‌داری که بخشی از آن از ناپایداری و ذات مستعد بحران سرمایه‌داری سرچشمه می‌گیرد، در آخر به این منجر می‌شود که طبقه کارگر به آگاهی طبقاتی برسد که نتیجه آن، در اختیار گرفتن قدرت توسط آنان و برپایی جامعه‌ای کمونیستیِ فاقد طبقه اجتماعی و دولت است. مارکس به‌جد در پیِ عمل به این نظریه بود و استدلال می‌کرد که طبقه کارگر باید انقلابی سازماندهی‌شده جهت براندازی سرمایه‌داری و برپایی آزادی اجتماعی-سیاسی به سرانجام برساند.
مارکس از تاثیرگذارترین شخصیت‌های تاریخ محسوب می‌شود و آثار او مورد ستایش و نقد قرار گرفته است. آثار او راجع به اقتصاد پایه‌گذار بخش بزرگی از ادراک کنونی از نیروی کار و رابطهٔ آن با سرمایه و تفکرات اقتصادی بود. بسیاری از روشنفکران، اتحادیه‌های کارگری و احزاب سیاسی در سراسر جهان تحت تأثیر آثار مارکس بوده‌اند و بسیاری از ایده‌های او اقتباس کردند یا در آن‌ها تغییراتی اعمال نموده‌اند. مارکس را از معماران اصلی علوم اجتماعی نوین می‌دانند.

## زندگی

### کودکی و سال‌های اولیه تحصیل
کارل هاینریش مارکس به تاریخ ۵ مه ۱۸۱۸ متولد شد و والدینش هاینریش مارکس و هنریِت پرسبورگ بودند. او در محله پروکنگاس ۶۶۴ در شهر تری‌یر متولد شد که در آن زمان بخشی از استان راین سفلی از پادشاهی پروس بود. مارکس یهودی‌تبار بود اما از نظر دینی به یهودیت باور نداشت. پدربزرگ مادری‌اش یک ربی هلندی بود و اجداد پدری‌اش، از جمله پدربزرگش مایر هالوی مارکس، از سال ۱۷۲۳ ربی‌های تری‌یر بودند. پدر کارل که در کودکی هرشل خوانده می‌شد، اولین نفر در خانواده بود که تحصیلاتی غیرمذهبی را پشت سرمی‌گذاشت. او وکیل شد و درآمدی بالاتر از میانگین درآمد طبقه متوسط برای خود دست‌وپا کرد؛ علاوه بر درآمدش از این راه، خانواده آن‌ها همچنین مالک تعدادی از تاکستانهای موزل بود. پدر مارکس قبل از تولد پسرش و بعد از اعمال محدودیت‌هایی برای یهودیان در راینلاند، یهودیت را رها کرد و برای پیوستن به کلیسای انجیلی پروس به مسیحیت گروید؛ از آن پس نام یهودی خود هرشل را کنار گذاشت و اسم آلمانی هاینریش را برگزید.

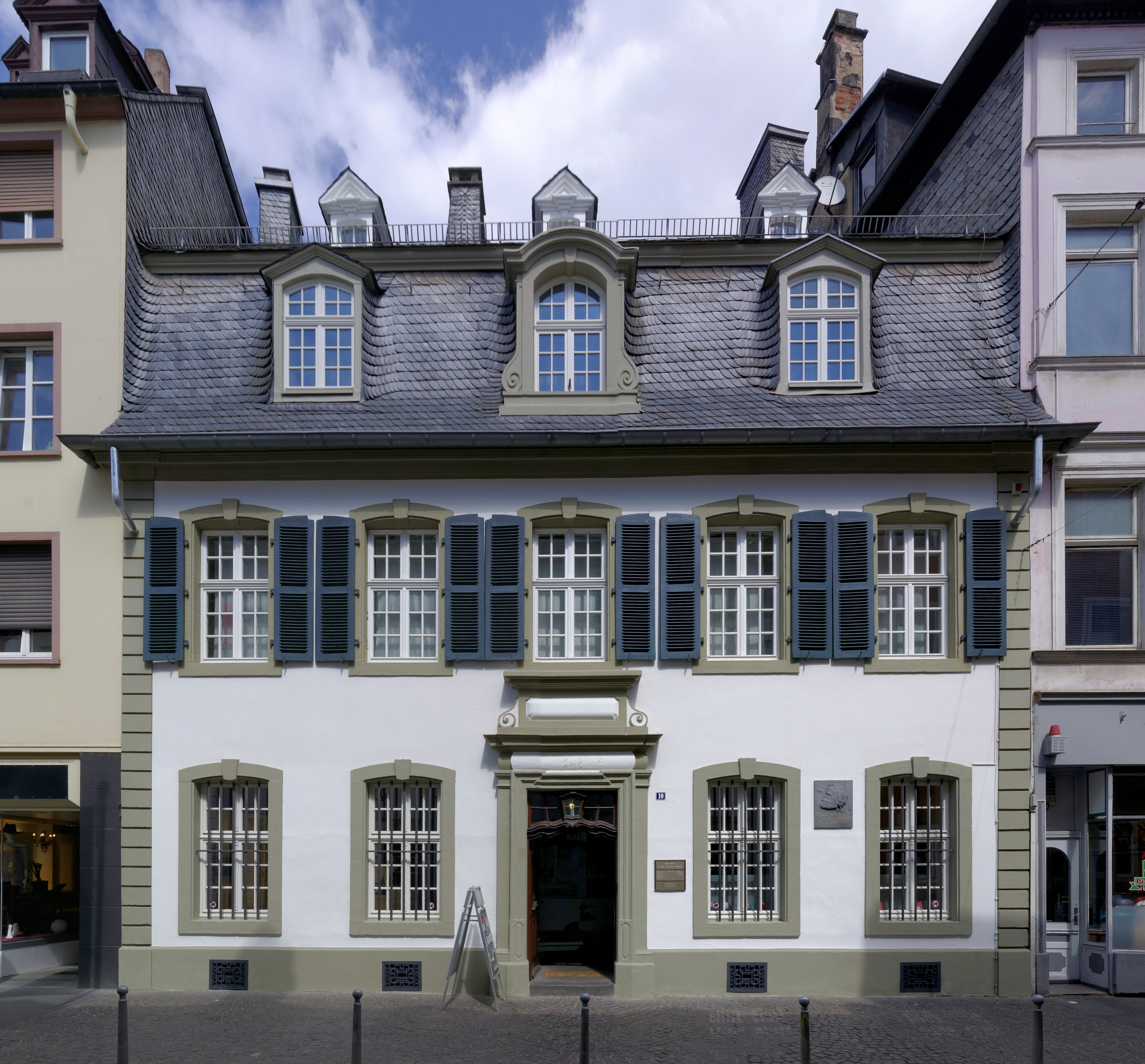
خانه کارل مارکس در کودکی که به موزه تبدیل شده است.

بسیاری از افراد طبقه متوسط تری‌یر در زمان تولد مارکس ایده‌های لیبرال متفکران عصر روشنگری فرانسه و آرمان‌های سیاسی انقلاب فرانسه را می‌ستودند. از جمله این افراد، پدر و مادر مارکس بودند؛ پدر او به‌عنوان فردی غیرمذهبی، مردی از عصر روشنگری و علاقه‌مند به تفکرات فلاسفه‌ای چون ایمانوئل کانت و ولتر بود. هاینریش یک لیبرال کلاسیک و حامی اصلاحات و ایجاد قانون اساسی برای پروسی بود که در آن زمان سلطنتی مطلقه بر آن حکومت می‌کرد. در ۱۸۱۵، هاینریش کار خود به‌عنوان وکیل را آغاز و در ۱۸۱۹ خانواده خودش را به ملکی ده اتاقه در نزدیکی پورتا نیگرا منتقل کرد. همسر او، هنریِت پرسبورگ، یک زن یهودی هلندی از خانواده‌ای تاجر و ثروتمند که بعداً شرکت فیلیپس را تأسیس کردند، بود. سوفی، خواهر هنریت، با لیون فیلیپس ازدواج کرد و مادربزرگ جرارد و آنتون فیلیپس و همچنین مادر مادربزرگ فریتز فیلیپس بود. لیون فیلیپس یک صنعت‌گر و تولیدکننده تنباکو بود که بعدها کارل مارکس و همسرش جنی در زمان تبعید خود در لندن از او کمک مالی می‌گرفتند.
از کودکی مارکس، اطلاعات کمی وجود دارد. او سومین در میان نه فرزند بود. زمانی که برادر بزرگش موریتس به سال ۱۸۱۹ مرد، او به پسر ارشد خانواده تبدیل شد. مارکس به همراه خواهر و برادرهایش—سوفی، هرمان، هنریت، لوئیز، امیلی و کارولین—در اوت ۱۸۲۴ در کلیسای لوتری غسل تعمید داده شد. مادرشان نیز در نوامبر ۱۸۲۵ چنین کرد. کارل تا ۱۸۳۰ به‌طور خصوصی توسط پدرش تعلیم داده می‌شد، تا اینکه در آن سال وارد دبیرستان تری‌یر که رئیسش هوگو ویتنباخ از دوستان پدرش بود، شد. ویتنباخ تعداد زیادی لیبرال اومانیست را به‌عنوان معلم استخدام کرده بود که موجب خشم دولت محلی شد. نتیجتاً، پلیس در ۱۸۳۲ به مدرسه حمله کرد و مشخص شد مدیران مدرسه میان دانش‌آموزان آثار ادبی نوشته‌شده در حمایت از لیبرالیسم سیاسی توزیع کرده‌اند. مقامات که این را عملی فتنه‌برانگیز به حساب می‌آوردند، در مدرسه اصلاحاتی به وجود آوردند و در همان زمانی که مارکس به آن مدرسه می‌رفت، چند تن از کارمندان را جایگزین کردند. اومانیسمِ ویتنباخ عمیقاً بر مارکس نوجوان اثر گذاشت و همو بود که باعث علاقه‌مندی مارکس به هومر و شکسپیر شد.
در اکتبر ۱۸۳۵ در ۱۷ سالگی، کارل مارکس راهی بن شد تا در دانشگاه بن به تحصیل کند. او دوست داشت فلسفه و ادبیات بخواند اما مطابق تأکید پدرش بر حقوق، به‌عنوان زمینه‌ای عملی‌تر، آن رشته را ادامه داد. زمانی که کارل ۱۸ ساله شد، به دلیل وضعیتی که آن را «سینه ضعیف» خواندند، از خدمت در ارتش معاف شد. هنگام تحصیل در بن، به باشگاه شاعران، گروهی از افراط‌گرایان سیاسی که پلیس تحت نظرشان داشت، پیوست. او همچنین به عضویت باشگاه میخانه تری‌یر هم درآمد و مدتی نائب‌رئیس آن بود. به علاوه، مارکس در مجادلاتی هم شرکت داشت: در اوت ۱۸۳۶، او در دوئلی با یکی از اعضای دسته بروسیا شرکت جست. مارکس در ترم اول نمرات خوبی گرفت اما سپس با افت تحصیلی مواجه شد؛ نتیجتاً، پدرش او را به دانشگاه سطح بالاتر هومبولت برلین منتقل کرد.

### آشنایی با فلسفه هگل و آغاز روزنامه‌نگاری
کارل تابستان و پائیز ۱۸۳۶ را در تی‌یر سپری کرد و از این زمان جدیت بیشتری در ربط با زندگی و تحصیلات خود به خرج داد. در همان سال با جنی فون وستفالن، از اعضای تحصیل‌کرده پایین‌ترین طبقه اشرافی آلمان، نامزد کرد. جنی پیش از آن با پسری اشراف‌زاده نامزد بود و برای اینکه با مارکس باشد، به نامزدی خود با او پایان داده بود. به علاوه، آن دو از نظر طبقاتی و دینی با یکدیگر تفاوت داشتند. این دلایل باعث شده بود نامزدی کارل و جنی از نظر اجتماعی مجادله‌آمیز باشد. اما مارکس با پدر نامزدش، لودویگ فون وستفالن (اشراف‌زاده‌ای لیبرال) دوست شد و حتی بعداً تز دکترای خود را به او تقدیم کرد. بعد از هفت سال نامزدی، کارل و جنی به تاریخ ۱۹ ژوئن ۱۸۴۳ در کلیسایی پروتستان در کرویتسناخ ازدواج کردند.
در اکتبر ۱۸۳۶ مارکس وارد برلین شد؛ او در دانشکده حقوق دانشگاه برلین نام‌نویسی و در میتلشتراسه اتاقی اجاره کرد. مارکس در طول ترم اول در سخنرانی‌های ادوآرد گانتس (که دیدگاه مترقی هگلی را نمایندگی می‌کرد) و کارل فن ساویگنی (که نماینده مکتب تاریخی قانون بود) حاضر شد. مارکس با وجود تحصیل در رشته حقوق، شیفته فلسفه بود و چون اعتقاد داشت «بدون فلسفه هیچ حاصل نمی‌شود» به دنبال راهی برای ترکیب این دو بود. او به گئورگ ویلهلم فریدریش هگل، فیلسوف آلمانی که به‌تازگی درگذشته بود و دربارهٔ تفکراتش در محافل فلسفی اروپا بحث می‌شد، علاقه پیدا کرد. زمانی که در استرالائو بستری بود، به دکترکلوب، گروهی دانشجویی که در مورد تفکرات هگلی بحث می‌کرد، پیوست و از طریق آن‌ها در سال ۱۸۳۷ با گروهی از متفکران رادیکال معروف به هگلی‌های جوان آشنا شد. این گروه دورِ لودویگ فویرباخ و برونو باور گرد می‌آمدند و مارکس آنجا دوستی نزدیکی با آدولف روتنبرگ برقرار کرد. هگلی‌های جوان مانند مارکس به مفروضات مابعدالطبیعی هگل انتقاد داشتند، اما روش دیالکتیکی او را برای انتقاد از جامعه مستقر، سیاست و دین از دیدگاهی چپ‌گرایانه در پیش گرفتند. پدر مارکس در ماه مه ۱۸۳۸ درگذشت و در نتیجه درآمد خانواده کاهش پیدا کرد. مارکس از نظر عاطفی به پدرش نزدیک بود و پس از مرگش خاطرات او را بسیار ارزشمند می‌دانست.

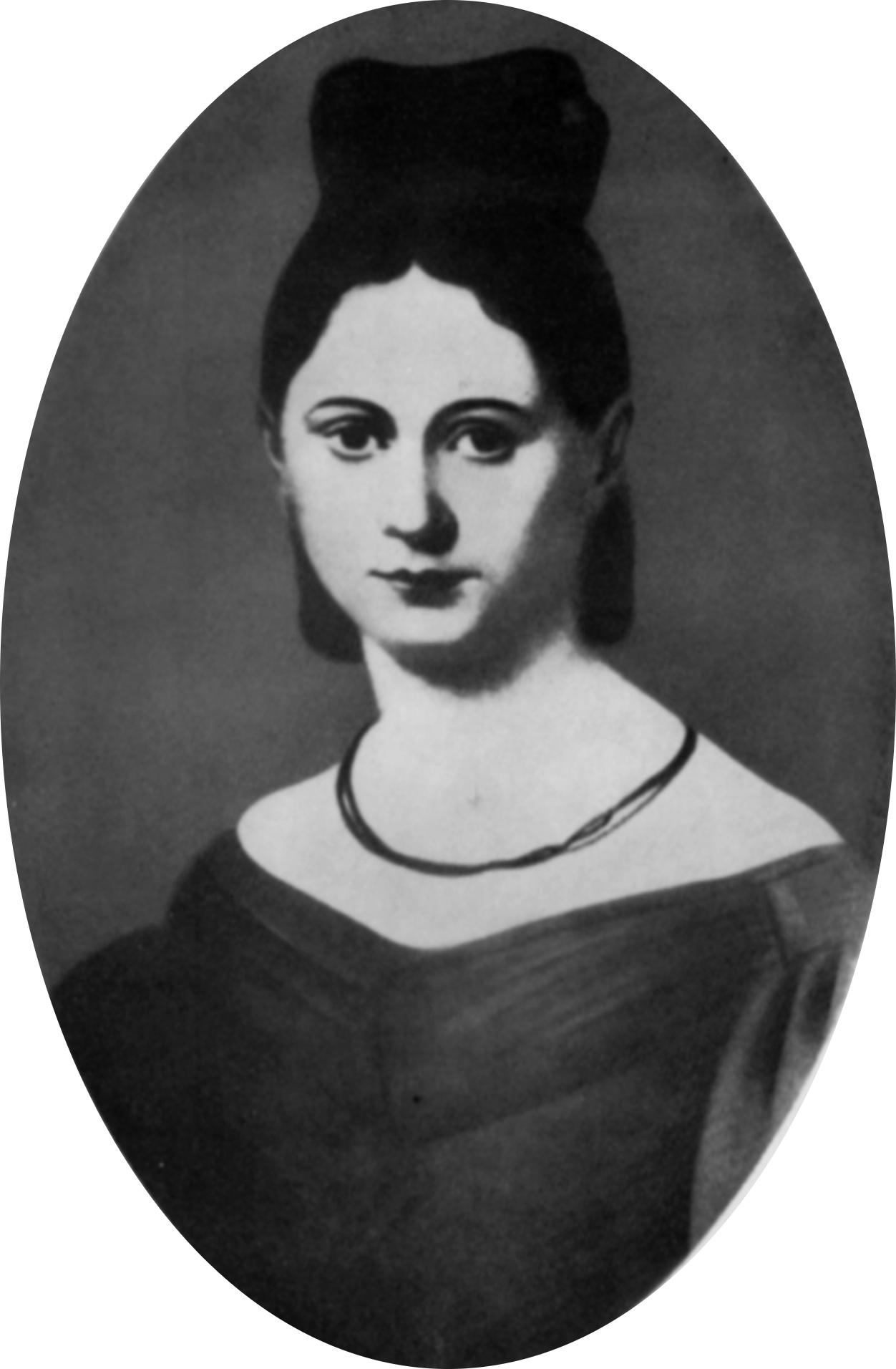
جنی فون وستفالن در دهه ۱۸۳۰

تا سال ۱۸۳۷، مارکس مشغول نوشتن آثار داستانی و غیرداستانی بود و نوشتن رمانی کوتاه به نام کژدم و فلیکس، درامی به نام اولانم و مجموعه شعرهایی عاشقانه خطاب به جنی را به اتمام رسانده بود؛ هر چند هیچ‌یک از این آثار اولیه او در زمان زندگی‌اش منتشر نشدند. مارکس مدتی بعد داستان‌نویسی را جهت اختصاص وقت بیشتر به کارهای دیگر، از جمله آموختن انگلیسی و ایتالیایی، مطالعه تاریخ هنر و ترجمه آثار کلاسیک لاتین، کنار گذاشت. او در سال ۱۸۴۰ همکاری با برونو باور در زمینه ویراستاری فلسفه دین هگل همکاری کرد. مارکس همچنین نوشتن پایان‌نامه دکترای خود به نام اختلاف بین فلسفه طبیعت دموکریتی و اپیکوری را تا سال ۱۸۴۱ به پایان رساند. پایان‌نامه او توسط فرانسیس وین «یک اثر جسورانه و ناب که در آن مارکس تلاش کرد نشان دهد که الهیات باید در برابر حکمت برتر فلسفه تسلیم شود» توصیف شده است. این اثر مجادلاتی ایجاد کرد؛ خصوصاً بین استادان محافظه‌کار دانشگاه برلین. مارکس در عوض تصمیم گرفت پایان‌نامه خود را به دانشگاه لیبرال‌تر ینا ارائه دهد که نتیجه‌اش دریافت پی‌اچ‌دی در آوریل ۱۸۴۱ بود. مارکس و باور که هر دو خداناباور بودند، در مارس ۱۸۴۱ قدم‌هایی برای تأسیس نشریه‌ای به نام بایگانی‌های آتئیستی برداشتند که هرگز به نتیجه نهایی نرسید. در ژوئیه مارکس و باور از برلین به بن سفر کردند. آن‌ها آنجا با مست‌کردن، خندیدن در کلیسا و چهار نعل رفتن با خر در خیابان‌ها، رسوایی‌هایی به بار آوردند.
مارکس قصد داشت حرفه‌ای دانشگاهی برگزیند، اما مخالفت روزافزون دولت با لیبرالیسم کلاسیک و هگلی‌های جوان راهش را سد کرد. او در سال ۱۸۴۲ راهی کلن و آنجا به‌عنوان روزنامه‌نگار در روزنامه اخبار راینلاند مشغول به کار شد؛ روزنامه‌ای رادیکال که مارکس در آن نظرات اولیه خود را در ارتباط با سوسیالیسم و اقتصاد ابراز و از دولت‌های راست‌گرای اروپا و نیز چهره‌های لیبرال و سوسیالیست که بی‌اثر یا مخرب به حسابشان می‌آورد، انتقاد می‌کرد. این روزنامه توجه سانسورگران دولت پروس را جلب کرد و آن‌ها هر شماره را قبل از چاپ بررسی می‌کردند. مارکس نارضایتی خود را از این وضعیت چنین ابراز کرد: «روزنامه ما باید به پلیس ارائه شود تا آن را بو کنند و اگر دماغ پلیس بوی غیرمسیحی یا بوی غیرپروسی استشمام کند، روزنامه اجازه چاپ نخواهد داشت.» انتقاد شدید یکی از مقالات اخبار راینلاند از سلطنت روسیه باعث شد تزار نیکلای اول خواستار ممنوعیت آن شود و دولت پروس در سال ۱۸۴۳ اجابت کرد. با وجود تعطیلی روزنامه، دوره کوتاه کار مارکس در آن نقش مهمی در رادیکالیزاسیون او بازی کرد.

### پاریس
در سال ۱۸۴۳، مارکس مشترکاً با آرنولد روگه سردبیری روزنامه تازه تأسیس و رادیکال چپ تندرو پاریسی سالنامه آلمانی فرانسوی را عهده‌دار شد و در اکتبر ۱۸۴۳ به همراه همسرش به پاریس نقل مکان کرد. آن دو در ابتدا با روگه و همسرش در یک مکان به‌طور مشترک زندگی می‌کردند اما زمانی‌که شرایط زندگی را دشوار یافتند، بعد از تولد دخترشان جنی به سال ۱۸۴۴ در جای دیگر مستقر شدند. هدف از تأسیس سالنامه جذب نویسندگان از فرانسه و ممالک آلمان بود اما نویسندگان آلمانی در آن غالب بودند و تنها نویسنده غیرآلمانی آن میخائیل باکونین، آنارشیست روس تبعیدی، بود. مارکس دو مقاله با عنوان‌های «نقد فلسفه حق هگل» و «اندر مسئله یهود» در سالنامه منتشر کرد که در مقاله دوم از کمونیست‌بودن خود و انقلابی‌بودن پرولتاریا نوشت و هشدار داد که دموکراسی سیاسی به تنهایی برای آزادی انسان کفایت نمی‌کند. او در نقد فلسفه حق هگل، دفاع هگل از دولت پروس را رد و بر تفاوت‌های سازش‌ناپذیر منافع طبقاتی تأکید کرد. از سالنامه فقط یک شماره منتشر شد، اما نسبتاً موفق بود و دلیل این موفقیت از انتشار اشعار طنز هاینریش هاینه در مورد لودویگ، پادشاه بایرن، سرچشمه می‌گرفت که در نتیجه آن، ممالک آلمانی روزنامه را ممنوع و نسخه‌های وارداتی آن را توقیف کردند (روگه در هر صورت قصد نداشت هزینه بیشتری صرف انتشار روزنامه کند و دوستی‌اش با مارکس شکرآب شد). پس از انحلال روزنامه، مارکس شروع به نوشتن برای تنها روزنامه رادیکال آلمانی‌زبان سانسورنشده به نام فوروارتس! (رو به جلو!) کرد. این روزنامه که در پاریس چاپ می‌شد، به انجمن عادلان، جمعیتی مخفی سوسیالیستی‌تخیلی از کارگران و صنعتگران، وابسته بود. مارکس در چند گردهماییشان شرکت کرد، اما به آن‌ها ملحق نشد. در فوروارتس! مارکس به تفکرات خود در مورد سوسیالیسم با تکیه بر نظریات هگلی و فویرباخی دربارهٔ ماتریالیسم دیالکتیکی شکل داد و در نقد دیگر سوسیالیست‌ها و نیز لیبرال‌های اروپا نوشت.

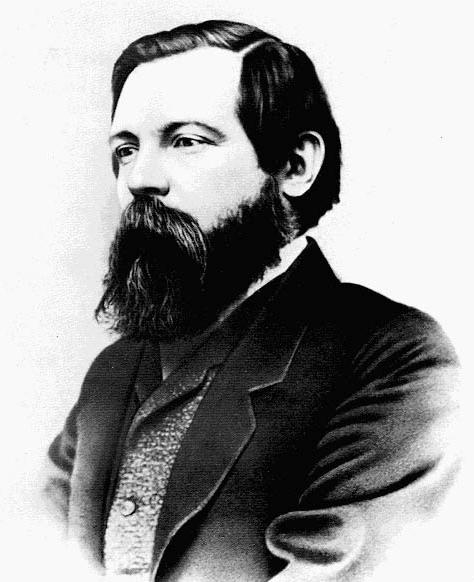
فریدریش انگلس، دوست نزدیک و همکار مارکس

در ۲۸ اوت ۱۸۴۴ مارکس در کافه‌ای در پاریس با فریدریش انگلس، سوسیالیست آلمانی، ملاقات کرد و این آغاز دوستی مادام‌العمر آن دو بود. انگلس اثر تازه خود به نام وضعیت طبقه کارگر در انگلستان را به مارکس نشان داد و او را متقاعد کرد که طبقه کارگر عامل و ابزار انقلاب نهایی تاریخ خواهد بود. مارکس و انگلس مدتی بعد با یکدیگر در نوشتن نقدی بر عقیده‌های فلسفی دوست سابق مارکس، برونو باور، همکاری کردند. این اثر در سال ۱۸۴۵ با عنوان خانواده مقدس منتشر شد. اگرچه مارکس منتقد باور بود، اما بیش از پیش تحت تأثیر ایده‌های هگلی‌های جوان ماکس اشتیرنر و لودویگ فویرباخ قرار داشت، هر چند سرانجام مارکس و انگلس ماتریالیسم فویرباخی را کنار گذاشتند.
مارکس از اکتبر ۱۸۴۳ تا ژانویه ۱۸۴۵ به‌طور فشرده‌ای خود را وقف مطالعه اقتصاد سیاسی (آدام اسمیت، دیوید ریکاردو، جیمز میل و دیگران)، سوسیالیسم فرانسوی (به ویژه کلودهانری سن سیمون و شارل فوریه) و تاریخ فرانسه کرد. مارکس مطالعه اقتصاد سیاسی را تا آخر عمر ادامه داد که نتیجه آن اثر مهم اقتصادی او – مجموعه سه جلدی سرمایه – است. مارکسیسم تا حد زیادی تحت تأثیر دیالکتیک هگلی، سوسیالیسم تخیلی فرانسوی و اقتصاد انگلیسی شکل گرفته است. با توجه به مطالعات قبلی او دربارهٔ دیالکتیک هگلی، مطالعه اقتصاد سیاسی در پاریس، بدان معنا بود که تمام مولفه‌های اصلی «مارکسیسم» تا پاییز ۱۸۴۴ سر جای خود قرار گرفته بودند. در طول زندگی، موانع زیادی مارکس را از مطالعه اقتصاد سیاسی بازمی‌داشتند، اما او همیشه زمانی را به مطالعه اقتصاد اختصاص می‌داد؛ زیرا قصد داشت «لایه‌های درونی کاپیتالیسم» را درک کند.
نمای کلی «مارکسیسم» تا اواخر سال ۱۸۴۴ در ذهن کارل مارکس شکل گرفته بود. بسیاری از جنبه‌های دیدگاه مارکسیستی در مورد اقتصاد سیاسی جهان با جزئیات زیاد بررسی شده بودند، اما مارکس نیاز داشت برای از بین بردن ابهامات ذهنی خود دربارهٔ این نظریه اقتصادی جدید، جهان‌بینی اقتصادی خود را به کاغذ منتقل کند. مارکس در همین باب دست‌نوشته‌های اقتصادی و فلسفی را نوشت. دست‌نوشته‌ها دربارهٔ موضوعات متعددی، شامل شرحی از «ازخودبیگانگی کارگران»، بود. در همین اثر او برای اولین بار کمونیسم را جنبشی لقب داد که به این ازخودبیگانگی پایان خواهد داد. با این حال، تا بهار ۱۸۴۵ مطالعه ادامه‌دار مارکس دربارهٔ اقتصاد سیاسی، سرمایه و سرمایه‌داری او را بدین نتیجه رساند که نظریه اقتصادی سیاسی جدید مورد نظرش – سوسیالیسم علمی – لازم است بر پایه دیدگاهی ماده‌باورانه (ماتریالیستی) از جهان استوار شود.
دست‌نوشته‌های اقتصادی و فلسفی بین آوریل و اوت ۱۸۴۴ نوشته شد اما مارکس مدتی بعد، آن را تحت تأثیر برخی عقیده‌های متناقض لودویگ فویرباخ یافت. نتیجتاً، تصمیم گرفت فلسفه فویرباخ را به کناری افکند و دیدگاهی مبتنی بر ماتریالیسم تاریخی پیش گیرد؛ بنابراین یک سال بعد (در آوریل ۱۸۴۵) پس از مهاجرت از پاریس به بروکسل، تزهایی درباره فویرباخ را نوشت. تز یازدهم، شامل جمله «فلاسفه تنها جهان را به طرق مختلف تفسیر کرده‌اند، اما هدف تغییر آن است»، از دیگر تزها شناخته‌شده‌تر است. این اثر حاوی نقد مارکس بر ماتریالیسم (به دلیل تأکید بسیار بر تأمل)، ایدئالیسم (برای تقلیل عمل به تئوری) و فلسفه (برای بالاتر قرار دادن واقعیت انتزاعی نسبت به جهان جسمانی) است. بدین ترتیب ماتریالیسم تاریخی مارکس، استدلالی مبنی بر اینکه جهان نه توسط ایده‌ها بلکه توسط فعالیت‌ها و اعمال فیزیکی و مادی تغییر می‌کند، برای اولین مرتبه در این اثر دیده شد. در سال ۱۸۴۵، دولت فرانسه درخواست پادشاه پروس برای توقیف فوروارتس! را اجابت کرد و وزیر داخله، فرانسوا گیزو، به مارکس دستور داد خاک فرانسه را ترک کند. مارکس بروکسل را به‌عنوان مقصد بعدی خود انتخاب کرد و امید داشت آنجا بتواند به مطالعه سرمایه‌داری و اقتصاد سیاسی ادامه دهد.

### بروکسل
مارکس که نمی‌توانست در فرانسه بماند یا به آلمان بازگردد، در فوریه ۱۸۴۵ تصمیم گرفت به بروکسل در بلژیک مهاجرت کند. هر چند او برای اقامت در بلژیک مجبور شد تعهد کند که هیچ چیز در ربط با سیاست روز منتشر نخواهد کرد. در بروکسل، مارکس با دیگر سوسیالیست‌های تبعیدی از سراسر اروپا، از جمله موشه هس، کارل هاینتزن و یوزف وایدیمایر، همنشین شد. در آوریل ۱۸۴۵، انگلس خود را از بارمن در آلمان در بروکسل به مارکس و کادر در حال رشد اتحادیه عادلان که در پایتخت به دنبال خانه بودند، رساند. چندی بعد مری برنز، معشوقه دیرین انگلس، منچستر را ترک کرد و در بروکسل به او پیوست.

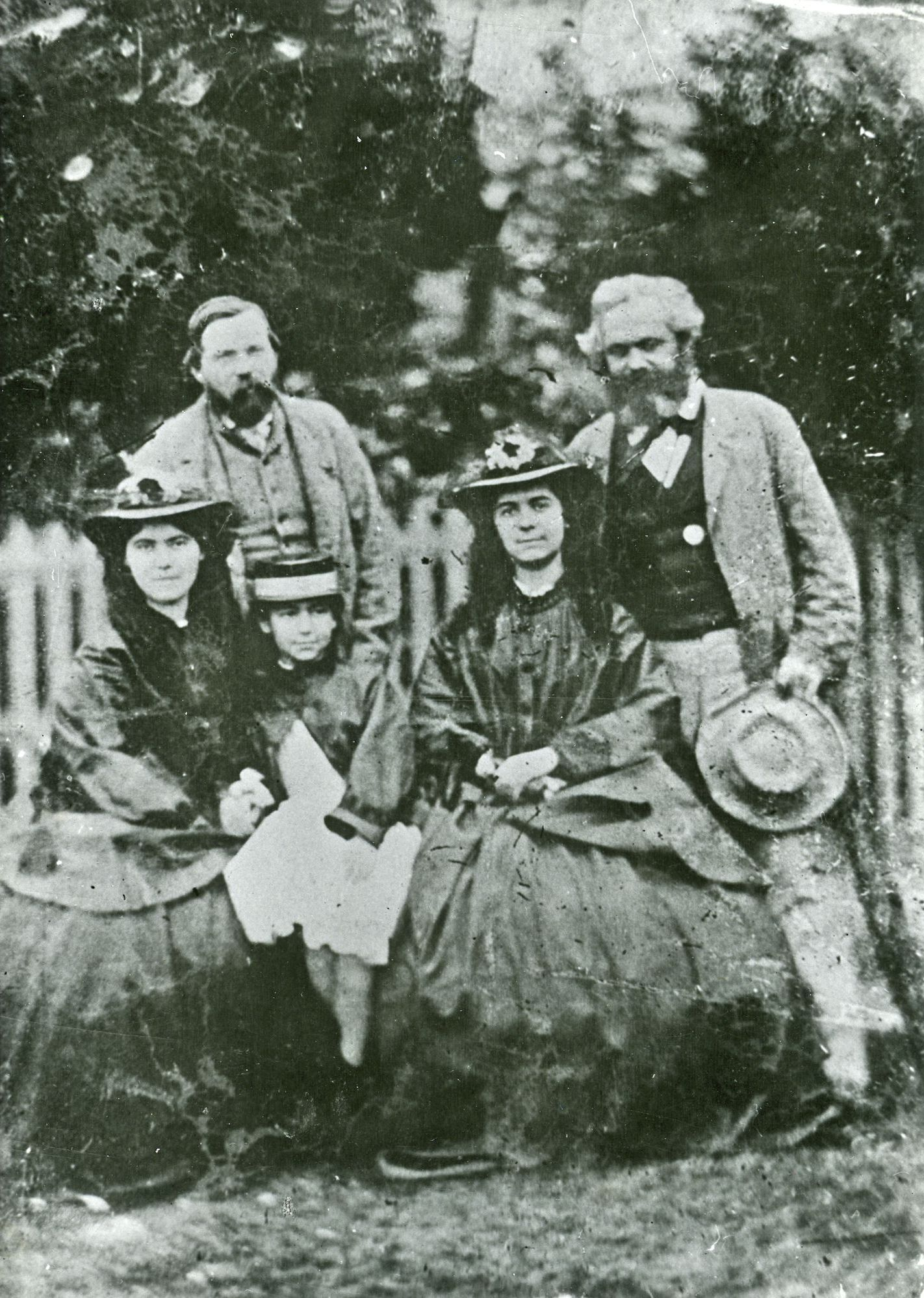
مارکس در کنار دخترانش و انگلس

در اواسط ژوئیه ۱۸۴۵، مارکس و انگلس بروکسل را به مقصد انگلیس ترک کردند تا با رهبران جنبش منشورگرایی، جنبشی کارگری در بریتانیا، دیدار کنند. این اولین سفر مارکس به انگلیس بود و انگلس او را در این سفر راهنمایی می‌کرد. انگلس پیش از این دو سال از نوامبر ۱۸۴۲ تا اوت ۱۸۴۴ در منچستر زندگی کرده بود. او همچنین زبان انگلیسی می‌دانست و با بسیاری از رهبران منشورگرایان رابطه نزدیک داشت. انگلس حتی به‌عنوان خبرنگار در روزنامه‌های منشورگرا و سوسیالیست انگلیس فعالیت می‌کرد. مارکس این فرصت را غنیمت شمرد تا منابع اقتصادی موجود برای مطالعه در کتابخانه‌های لندن و منچستر را ارزیابی کند.
مارکس همچنین با همکاری انگلس نوشتن کتاب ایدئولوژی آلمانی را آغاز کرد که اغلب بهترین اثر او در ربط با ماتریالیسم تاریخی تلقی می‌شود. او در ایدئولوژی آلمانی راه خود را از لودویگ فویرباخ، برونو باور، ماکس اشتیرنر و سایر هگلی‌های جوان و همچنین از کارل گرون و دیگر «سوسیالیست‌های واقعی» که فلسفه آن‌ها هنوز تا حدی بر ایدئالیسم استوار بود، جدا کرد. در همین کتاب بود که مارکس و انگلس سرانجام فلسفه خود را که کاملاً بر ماتریالیسم به‌عنوان تنها نیروی محرکه تاریخ بود مبتنی بود، کامل کردند. ایدئولوژی آلمانی با لحنی طنزآمیز نوشته شده است، اما حتی این ترفند هم باعث نشد از سانسور دور بماند. مانند بسیاری دیگر از نوشته‌های اولیه مارکس، این اثر نیز در زمان زندگی او منتشر نشد و انتشار آن تا سال ۱۹۳۲ طول کشید.
پس از تکمیل ایدئولوژی آلمانی، مارکس خود را به اثری معطوف کرد که قصد داشت در آن موضع خود در ربط با «تئوری و تاکتیک» یک «جنبش پرولتری واقعاً انقلابی» که از دیدگاه فلسفه‌ای واقعاً «ماتریالیستی علمی» نگاشته شده بود را روشن سازد. در واقع او می‌خواست در این اثر تمایز بین سوسیالیست‌های تخیلی و فلسفه سوسیالیستی علمی خود را آشکار کند. در حالی که سوسیالیست‌های تخیلی اعتقاد داشتند مردم باید برای پیوستن به جنبش سوسیالیسم یک به یک ترغیب شوند، مارکس معتقد بود اکثر انسان‌ها در بیشتر مواقع با در نظر گرفتن منافع اقتصادی خود عمل می‌کنند و بنابراین جذب یک طبقه به صورت کلی (طبقه کارگر در این مورد) با توسل به منافع مادی آن طبقه بهترین راه برای بسیج توده طبقه مد نظر برای آغاز انقلاب و تغییر جامعه است. این پیام کتاب جدیدی بود که مارکس در نظر داشت آماده کند، اما برای اینکه از سانسور حکومت عبور کند، آن را «فقر فلسفه» (۱۸۴۷) نامید و مدعی شد پاسخی به «فلسفه خرده‌بورژوازی» سوسیالیست و آنارشیست فرانسوی، پیر ژوزف پرودون و نظریات او در کتاب فلسفه فقر (۱۸۴۰) است.
این کتاب‌ها تبدیل به پایه و اساس معروف‌ترین اثر مارکس و انگلس تبدیل شدند؛ رساله‌ای سیاسی که به مانیفست کمونیست معروف است. مارکس در زمان اقامت در بروکسل در سال ۱۸۴۶، ارتباط خود با سازمان رادیکال و مخفی «اتحادیه عادلان» را حفظ کرد. او تصور می‌کرد این اتحادیه همان سازمان رادیکالی است که می‌تواند طبقه کارگر اروپا را به سمت انقلاب کارگری رهنمون کند. با این حال، اتحادیه می‌بایست به «مخفی» و «زیرزمینی» بودن خود پایان دهد و به‌طور علنی به‌عنوان یک حزب سیاسی فعالیت کند. اعضای اتحادیه سرانجام در این زمینه با مارکس هم‌نظر شدند. نتیجتاً، در ژوئن ۱۸۴۷ اتحادیه عادلان تبدیل به یک جمعیت سیاسی «روی زمینی» با هدف جذب طبقه کارگر شد و «اتحادیه کمونیست‌ها» نام گرفت. مارکس و انگلس هر دو در تهیه برنامه حزبی و اصول سازمانی اتحادیه کمونیست‌ها مشارکت کردند.
مارکس و انگلس در اواخر ۱۸۴۷ نوشتن برنامه حزبی را به صورت مشترک آغاز کردند؛ اثری که به مانیفست کمونیست معروف است و بین دسامبر ۱۸۴۷ تا ژانویه ۱۸۴۸ نوشته و در ۲۱ فوریه ۱۸۴۸ منتشر شد. اعتقادات اتحادیه کمونیست‌ها در این اثر بیان شده است زیرا آن‌ها می‌خواستند، برخلاف گذشته، خواسته‌ها و اهداف خود را به صورت عمومی اعلام کنند. خطوط ابتدایی این رساله شامل مبنای اصلی مارکسیسم است: «تاریخ تمام جوامع تا کنون، تاریخ مبارزات طبقاتی است.» مانیفست در ادامه به بررسی تعارض‌هایی می‌پردازد که مارکس ادعا می‌کرد با برخورد منافع بورژوازی (طبقه سرمایه‌دار) و پرولتاریا (طبقه کارگر صنعتی) به وجود آمده است. سپس، تلاش می‌کند تا روشن کند چرا اتحادیه کمونیست‌ها، برخلاف دیگر احزاب و گروه‌های سوسیالیست و لیبرال وقت، به واقع در جهت منافع پرولتاریا برای سرنگونی جامعه کاپیتالیستی و جایگزینی آن با سوسیالیسم قدم برمی‌دارد.
در اواخر همان سال، اروپا موجی از اعتراضات، شورش‌ها و آشوب‌های اغلب خشونت‌بار را تجربه کرد که به انقلاب‌های ۱۸۴۸ معروف شد. در فرانسه، انقلابی به پیروزی رسید که سلطنت را سرنگون و جمهوری دوم فرانسه را بر پا کرد. مارکس از چنین فعالیت‌هایی حمایت می‌کرد و یک سوم ارثی که به تازگی از پدرش به او رسیده بود (پنج یا شش هزار فرانک) را به مسلح‌کردن کارگران بلژیکی که قصد اقدام انقلابی داشتند، اختصاص داد. اگرچه صحت این ادعا مورد اختلاف است، اما وزارت دادگستری بلژیک مارکس را به آن متهم و به همین دلیل دستگیرش کرد. در نتیجه، او مجبور شد دوباره به فرانسه فرار کند، جایی که انتظار داشت با توجه قدرت یافتن جمهوری نوظهور، در امان باشد.

### کلن
مارکس که موقتاً در پاریس مقیم شده بود، مقر اتحادیه کمونیست‌ها را نیز به همان شهر منتقل و همچنین با کمک دیگر سوسیالیست‌های آلمانی ساکن پاریس، کلوب کارگران آلمانی را تأسیس کرد. او که امید داشت موج انقلاب به آلمان هم گسترش پیدا کند، در سال ۱۸۴۸ به کلن بازگشت و اعلامیه‌ای تحت عنوان «مطالبات حزب کمونیست در آلمان» صادر کرد که فقط چهار اصل از ده اصل مانیفست کمونیست را طلب می‌کرد، زیرا عقیده داشت در آلمان پیش از به ثمر رسیدن انقلاب پرولتری، ابتدا بورژوازی باید سلطنت و اشراف فئودالی را سرنگون کند. در اول ژوئن، مارکس انتشار نشریه روزانه روزنامه جدید راین: ارگان دموکراسی را با استفاده از ارثیه خود آغاز کرد. این روزنامه بنا داشت اخبار اروپا را با تفسیری مارکسیستی منتشر کند و مارکس نویسنده اصلی و تأثیرگذارترین عضو تحریریه آن بود. علی‌رغم مشارکت دیگر اعضای اتحادیه کمونیست‌ها، به گفته فریدریش انگلس این روزنامه تحت «دیکتاتوری ساده مارکس» اداره می‌شد.
مارکس و دیگر سوسیالیست‌های انقلابی به دلیل نوشتن در این روزنامه مرتباً مورد آزار پلیس قرار می‌گرفتند و مارکس چندین بار با اتهامات مختلفی از جمله توهین به دادستان کل، ارتکاب تخلف مطبوعاتی و تحریک به شورش مسلحانه از طریق تحریم مالیات به محکمه برده شد، هر چند در همه موارد تبرئه گردید. در همین حال، مجلس دموکراتیک پروس سقوط کرد و پادشاه، فریدریش ویلهلم چهارم، کابینه جدیدی از طرفداران «مرتجع» خود تشکیل داد و برای جلوگیری از فعالیت‌های انقلابی قصد داشت عناصر چپ و سایر انقلابیون را از کشور بیرون کند. در نتیجه، روزنامه جدید راین سرکوب و به مارکس دستور داده شد در ۱۶ مه از کشور خارج شود. مارکس به پاریس بازگشت؛ جایی که در آن زمان تحت کنترل دولتی ضدانقلابی و با همه‌گیری وبا درگیر بود. مقامات شهر که او را تهدیدی سیاسی یافتند، از فرانسه بیرونش کردند. همسرش جنی در آستانه زاییدن فرزند چهارمشان بود و در شرایطی که نمی‌توانستند به آلمان یا بلژیک بازگردند، در اوت ۱۸۴۹ به لندن پناهنده شدند.

### مهاجرت به لندن
مارکس در اوایل ژوئن ۱۸۴۹ راهی لندن شد و تا آخر عمر در آن شهر اقامت داشت. مقر اتحادیه کمونیست‌ها نیز به لندن منتقل شد. با این حال، در زمستان ۱۸۴۹–۱۸۵۰ هنگامی که جناحی به رهبری آگوست ویلیش و کارل شاپر برای آغاز فوری قیام تحرکاتی را آغاز کردند، اختلافاتی در اتحادیه کمونیست‌ها به وجود آمد. ویلیش و شاپر معتقد بودند که به محض آغاز قیام توسط اتحادیه کمونیست‌ها، کل طبقه کارگر از سراسر اروپا «خودجوش» برای پیوستن به آن برمی‌خیزد و بدین ترتیب انقلابی در اروپا به ثمر می‌رسد. مارکس و انگلس اعتراض کردند که چنین شورش برنامه‌ریزی نشده‌ای از سوی اتحادیه کمونیست‌ها «ماجراجویانه» است و مانند «خودکشی» خواهد بود. قیام مد نظر جناح شاپر/ویلیش، به راحتی توسط پلیس و نیروهای مسلح دولت‌های مرتجع اروپا درهم شکسته خواهد شد. مارکس معتقد بود که این امر منجر به نابودی اتحادیه کمونیست‌ها می‌شود و با اعمال و قدرت اراده گروه انگشت‌شماری، تغییرات در جامعه یک شبه حاصل نمی‌شود. در عوض، این تغییرات از طریق تحلیل علمی شرایط اقتصادی جامعه و حرکت به سمت انقلاب از طریق مراحل مختلف توسعه اجتماعی محقق می‌شود. او احساس می‌کرد در مرحله فعلی توسعه (حدود سال ۱۸۵۰)، پس از شکست انقلاب‌های ۱۸۴۸ در سراسر اروپا، اتحادیه کمونیست‌ها باید طبقه کارگر را تشویق کند تا با عناصر مترقی بورژوازیِ در حال ظهور متحد شود تا اشراف فئودال را در مسائلی که اصلاحات دولتی را می‌طلبد، مثل جمهوری مبتنی بر حاکمیت قانون یا مجلس‌هایی که نمایندگانش به صورت آزادانه و با رأی‌گیری همگانی (فقط مردان) انتخاب شده‌اند، شکست دهد. به عبارت دیگر، طبقه کارگر قبل از انقلاب کارگری، باید با بورژوازی و عناصر دموکراتیک همراه شود تا انقلاب بورژواها با موفقیت به سرانجام برسد.
بعد از منازعه‌ای طولانی که می‌توانست منجر به نابودی اتحادیه کمونیست‌ها شود، نظر مارکس غالب شد و سرانجام جناح ویلیش/شاپر اتحادیه را ترک کردند. در همین حال، مارکس شدیداً در جمعیت آموزشی کارگران آلمان که گروهی سوسیالیست بود، دخیل شد. این جمعیت جلسات خود را در خیابان گریت ویندمیل در لندن برگزار می‌کرد. این سازمان نیز درگیر اختلافات داخلی بین اعضای خود (که برخی از آن‌ها پیرو مارکس و برخی دیگر پیرو جناح شاپر/ویلیچ بودند) شد. اینجا هم موضوعات مورد اختلاف مشابه مسائل مطرح‌شده در منازعه داخلی اتحادیه کمونیست‌ها بود، اما این بار مارکس شکست خورد و در ۱۷ سپتامبر ۱۸۵۰ از سازمان استعفا داد.

### نیویورک دیلی تریبونو روزنامه‌نگاری

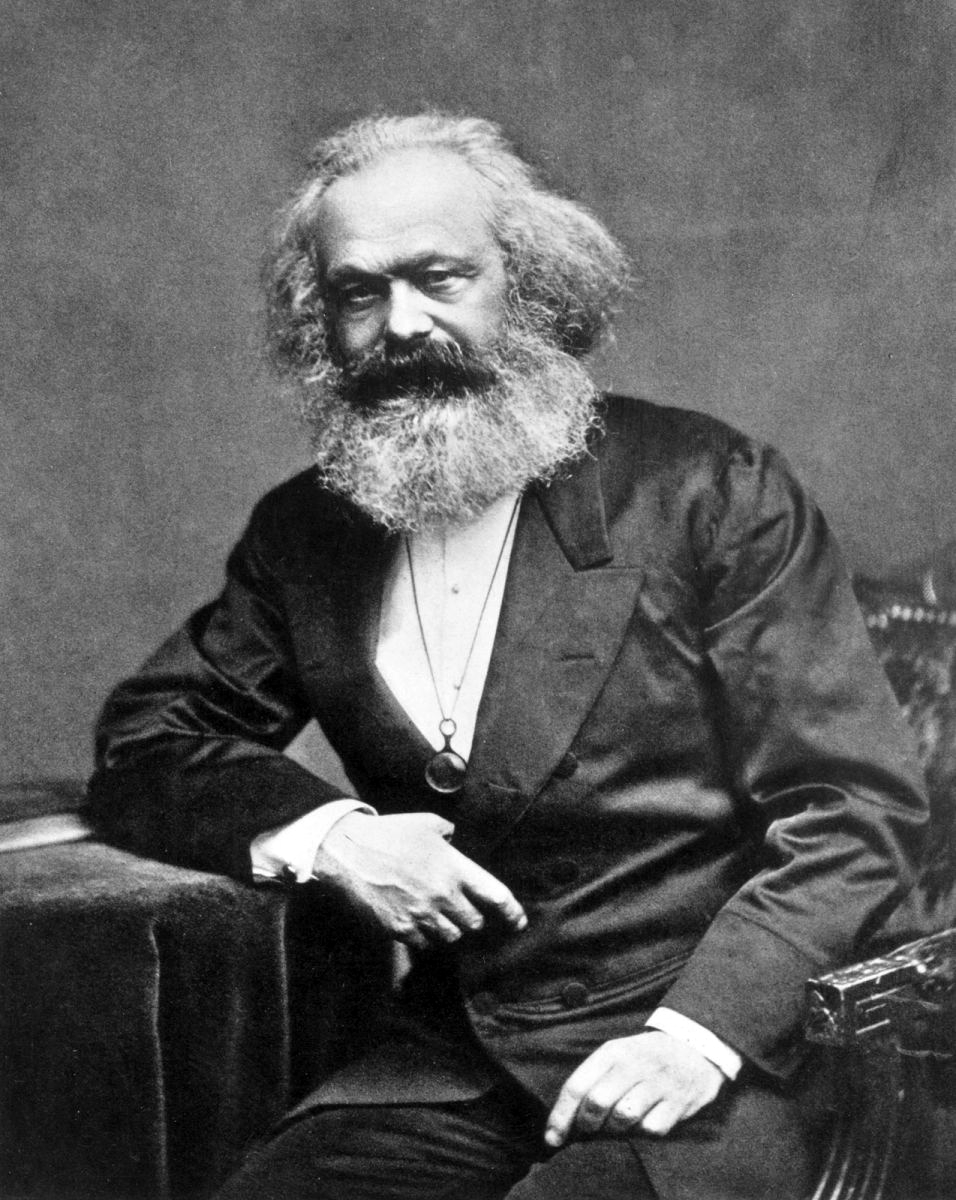
مارکس در ۱۸۷۵، عکاسی شده توسط جان مایال

مارکس در آغاز حضورش در لندن برای مدتی خود را تقریباً به کل وقف فعالیت‌های انقلابی کرد؛ به گونه‌ای که سبب فقر شدید خانواده‌اش شد. منبع اصلی درآمد او، انگلس بود که وی نیز مایحتاجش را با کمک پدر صنعت‌گر و ثروتمندش تأمین می‌کرد. مارکس در پروس به‌عنوان سردبیر روزنامه خودش و همکار دیگر روزنامه‌های هم‌عقیده، به طبقه کارگر به‌عنوان مخاطبانش دسترسی داشت. در لندن که منابع مالی مورد نیاز برای تأسیس نشریه‌ای نداشت، با همراهی انگلس به روزنامه‌نگاری بین‌المللی رو آورد. حتی موقعیتی پیش آمد که آن‌ها به‌طور همزمان برای شش روزنامه از انگلستان، ایالات متحده، پروس، اتریش و آفریقای جنوبی کار می‌کردند. درآمد اصلی مارکس از کار به‌عنوان خبرنگار روزنامه نیویورک دیلی تریبون در اروپا از ۱۸۵۲ تا ۱۸۶۲: 17  و همچنین از نوشتن مقاله برای روزنامه‌های «بورژوایی» تأمین می‌شد. ویلهلم پیپر مقالات او را تا زمانی که زبان انگلیسی‌اش به حد کافی خوب شد، برایش از آلمانی به انگلیسی ترجمه می‌کرد.
روزنامه نیویورک دیلی تریبون را هوراس گریلی در آوریل ۱۸۴۱ تأسیس کرده بود. هیئت تحریریه آن از روزنامه‌نگاران و ناشران مترقی بورژوازی تشکیل شده بود؛ از جمله جرج ریپلی و چارلز دانا که سردبیر نشریه هم بود. رابط مارکس، دانا، از طرفداران فوریه و لغو برده‌داری بود. کارل مارکس از تریبون به‌عنوان وسیله‌ای برای ارتباط با مخاطبان آن سوی اقیانوس در «جنگ پنهانی» اش با هنری چارلز کری استفاده می‌کرد. این نشریه از آغاز مورد استقبال گسترده طبقه کارگر قرار گرفت و بهای آن تنها دو سنت بود؛ با شمارگان حدود ۵۰٬۰۰۰ نسخه، بین نشریات ایالات متحده رتبه اول را داشت.: 14  نخستین مقاله مارکس برای تریبون، دربارهٔ انتخابات پارلمانی بریتانیا، در ۲۱ اوت ۱۸۵۲ منتشر شد.
در ۲۱ مارس ۱۸۵۷، دانا به مارکس اطلاع داد که به دلیل رکود اقتصادی، روزنامه می‌تواند فقط بابت یک مقاله در هفته به او دستمزد دهد و دستمزد باقی مقالات تنها در صورت انتشار آن‌ها پرداخت می‌شود. مارکس مقالات خود را روزهای سه شنبه و جمعه ارسال می‌کرد اما در اکتبر، تریبون تمام خبرنگاران خود در اروپا (به استثنای مارکس و بی. تیلور) را اخراج کرد و مقالات مارکس را به یک مقاله در هفته کاهش داد. از سپتامبر تا نوامبر ۱۸۶۰، تنها پنج مقاله مارکس چاپ شد. پس از وقفه‌ای شش‌ماهه، مارکس همکاری خود با تریبون را در سپتامبر ۱۸۶۱ از سر گرفت، تا اینکه در مارس ۱۸۶۲ دانا به او نوشت به دلیل وضعیت داخلی آمریکا دیگر جایی برای گزارش از لندن در روزنامه وجود ندارد. در سال ۱۸۶۸، دانا روزنامه‌ای رقیب به نام نیویورک سان راه‌اندازی کرد که خود سردبیر آن بود. در آوریل ۱۸۵۷، دانا از مارکس دعوت کرد برای دائرةالمعارف جدید آمریکایی مقاله، عمدتاً در مورد تاریخ نظامی، بنویسد. در مجموع، ۶۷ مقاله از مارکس و انگلس منتشر شد که ۵۱ مقاله را انگلس نوشته بود؛ هرچند تحقیقات در مورد آن‌ها را مارکس در موزه بریتانیا به انجام رسانده بود. در اواخر دهه ۱۸۵۰، علاقه مردم آمریکا به امور اروپا کاهش پیدا کرد و مقالات مارکس به‌سمت موضوعاتی مثل «بحران برده‌داری» و بروز جنگ داخلی آمریکا در سال ۱۸۶۱ در «جنگ بین ایالات» کشیده شد. بین دسامبر ۱۸۵۱ و مارس ۱۸۵۲، مارکس بر روی اثر نظری خود دربارهٔ انقلاب ۱۸۴۸ فرانسه، با عنوان هیجدهم برومر لوئی ناپلئون کار کرد. او در این اثر مفاهیمی مثل ماتریالیسم تاریخی، مبارزه طبقاتی، دیکتاتوری پرولتاریا و پیروزی پرولتاریا بر دولت بورژواها را بررسی کرده است.

می‌توان دهه‌های ۱۸۵۰ و ۱۸۶۰ را نقطه تمایز فلسفی ایدئالیسم هگلی مارکس جوان و تفکر علمی مرتبط با مارکسیسم ساختارگرای مارکس بالغ‌تر به حساب آورد. با این حال، همه محققان این تمایز را قبول ندارند. مارکس و انگلس، تجربیاتشان از انقلاب‌های ۱۸۴۸ تا ۱۸۴۹ را در شکل‌دهی به نظریه اقتصاد و پیشرفت تاریخی مهم می‌یافتند. پس از «شکست‌های» سال ۱۸۴۸، به نظر می‌رسید پتانسیل انقلابی هدر رفته است و بدون یک رکود اقتصادی نو نخواهد شد. این سبب درگیری بین مارکس و گروهی از کمونیست‌ها شد که مارکس آن‌ها را «ماجراجو» می‌دانست. به عقیده مارکس، اینکه «قدرت اراده» می‌تواند برای ایجاد شرایط انقلابی کافی باشد، به وهم می‌مانست زیرا او مولفه‌های اقتصادی را اثرگذار به‌شمار می‌آورد. رکود اقتصادی ایالات متحده در سال ۱۸۵۲ دلایلی برای خوش‌بینی به فعالیت‌های انقلابی به مارکس و انگلس داد، اما اقتصاد آن کشور برای انقلاب کاپیتالیستی خیلی نابالغ تلقی می‌شد. نیز بحران اقتصادی در ایالات متحده لزوماً منجر به ایجاد موج انقلابی در اقتصادهای قدیمی اروپا که اقتصادهای بسته ملی بودند، نمی‌شد. با این حال، زمانی که بحران اقتصادی موسوم «وحشت ۱۸۵۷» از ایالات متحده به سطح جهانی گسترش پیدا کرد، تمام مدل‌های نظری اقتصادی را در هم شکست و اولین بحران اقتصادی واقعاً جهانی ایجاد شد.

### بین‌الملل اول وسرمایه
مارکس تا زمانی که سیاست تحریریه تریبون را مترقی می‌یافت، به نوشتن مقاله برای روزنامه ادامه می‌داد. با این حال، خروج چارلز دانا از روزنامه در اواخر سال ۱۸۶۱ و تغییر ناشی از آن، سبب اتخاذ سیاست جدیدی شد. تریبون دیگر آن نشریه‌ای که به شدت از لغو برده‌داری و پیروزی ایالات متحده (اتحادیه) در جنگ داخلی آمریکا حمایت می‌کرد، نبود. هیئت تحریریه جدید از صلح فوری بین ایالات متحده و ایالات مؤتلفه (کنفدراسیون) و ادامه برده‌داری در جنوب حمایت می‌کرد. مارکس قویاً با این موضع سیاسی جدید مخالف بود و در سال ۱۸۶۳ به همکاری خود با نیویورک تریبون پایان داد.
در سال ۱۸۶۴، مارکس با تأسیس انجمن بین‌المللی کارگران (که به بین‌الملل اول مشهور است) به عضویت شورای عمومی آن انتخاب شد. در آن سازمان، مارکس درگیر منازعه‌ای با جناح آنارشیست انجمن به رهبری میخائیل باکونین (۱۸۱۴–۱۸۷۶) شد. اگر چه سرانجام آن پیروزی مارکس بود، اما انتقال مقر شورای عمومی از لندن به نیویورک در سال ۱۸۷۲ (که مارکس از آن حمایت می‌کرد)، منجر به انحطاط بین‌الملل شد. مهم‌ترین رویداد سیاسی در طول حیات بین‌الملل، کمون پاریس در سال ۱۸۷۱ بود؛ واقعه‌ای که طی آن شهروندان پاریس علیه دولت خود قیام کردند و شهر را برای دو ماه در دست داشتند. بعد از سرکوب خونین این شورش، مارکس یکی از معروف‌ترین آثار خود را با نام جنگ داخلی در فرانسه در دفاع از کمون پاریس نوشت.
با توجه به ناکامی‌های مکرر انقلاب‌ها و جنبش‌های کارگری، مارکس زمان زیادی را در اتاق مطالعه موزه بریتانیا به مطالعه و تأمل در مورد آثار اقتصاددانان سیاسی و داده‌های اقتصادی پرداخت تا بتواند کاپیتالیسم را درک کند. تا سال ۱۸۵۷، مارکس بیش از ۸۰۰ صفحه یادداشت و مقاله کوتاه در مورد سرمایه، زمین، کار مزدی، دولت و تجارت خارجی و بازار جهانی جمع کرده بود، هر چند انتشار آن‌ها تا سال ۱۹۳۹ (تحت عنوان مبانی نقد اقتصاد سیاسی) طول کشید.
در ۱۸۵۹، مارکس مقدمه‌ای بر نقد اقتصاد سیاسی، اولین اثر مهم اقتصادی‌اش، را به چاپ رساند. این اثر صرفاً پیش‌درآمدی بر کتاب سه جلدی او به نام سرمایه که قصد داشت در آینده منتشر کند، بود. مارکس در مقدمه‌ای بر نقد اقتصاد سیاسی نظریه ارزش کار که دیوید ریکاردو از آن طرفداری می‌کرد را گسترش داد. این اثر با استقبال بسیار مواجه شد و همه نسخه‌های آن سریعاً به فروش رسید.

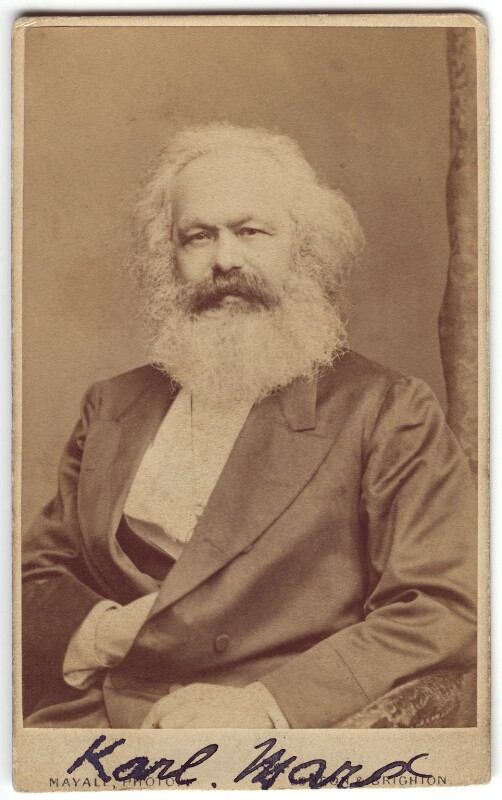
مارکس در ۱۸۷۵

فروش موفقیت‌آمیز مقدمه‌ای بر نقد اقتصاد سیاسی مشوقی برای مارکس در اوایل دهه ۱۸۶۰ شد تا کار بر روی سرمایه و تئوری‌های ارزش اضافی (که در آن نظریات تئوریسین‌های اقتصاد سیاسی، به ویژه آدام اسمیت و دیوید ریکاردو، را بررسی کرد) را به پایان برساند. تئوری‌های ارزش اضافی اغلب به‌عنوان جلد چهارم سرمایه و یکی از اولین آثار جامع در مورد تاریخ اندیشه اقتصادی به حساب می‌آید. در ۱۸۶۷ اولین جلد سرمایه، با مضمون اصلی بررسی پروسه تولید کاپیتالیستی منتشر شد و مارکس در آن نظریه ارزش کار خود را که تحت‌تأثیر توماس هاجسکین بود، بسط داد. مارکس در سرمایه بیش از یک مرتبه موافقت خود با «اثر تحسین‌برانگیز» هاجسکین به نام دفاع از کارگر در برابر ادعاهای سرمایه را ابراز می‌کند. مارکس جلد اول را به ترسیم برداشت کلی خود از ارزش اضافی و استثمار کارگران که به گفته او در نهایت منجر به کاهش نرخ سود و سقوط سرمایه‌داری صنعتی خواهد شد، اختصاص داده است. تا پاییز ۱۸۷۱، تمام نسخه‌های چاپ اول آلمانی سرمایه به فروش رفته و به چاپ دوم رسیده بود. همچنین تقاضاها برای چاپ ترجمه روسی کتاب منجر به انتشار ۳۰۰۰ نسخه از آن به زبان روسی در ۲۷ مارس ۱۸۷۲ شد. مارکس باقی عمر خود را به کار بر روی مجلدات دوم و سوم سرمایه اختصاص داد و هر دو جلد پس از مرگ او توسط انگلس منتشر شدند؛ جلد دوم تحت عنوان سرمایه، جلد ۲: فرایند گردش سرمایه در ژوئیه ۱۸۹۳ و جلد سوم یک سال بعد در اکتبر ۱۸۹۴ با نام سرمایه، جلد ۳: فرایند تولید سرمایه‌دارانه به مثابه یک کل. وخامت اوضاع سلامتی در دهه آخر زندگی، مارکس را از کار مستمر (که خصیصه آثار قبلی او بود) بر روی نوشته‌های خود بازداشت. او کماکان به نوشتن در رابطه با سیاست روز، به خصوص سیاست آلمان و روسیه، ادامه می‌داد. او همچنین نقد برنامه گوتا را نوشت تا مخالفت خود با تمایل پیروانش، ویلهلم لیبکنشت و آگوست ببل، به مصالحه با سوسیالیسم دولتی فردیناند لاسال جهت تشکیل یک حزب متحد سوسیالیست را نشان دهد. یکی از نقل‌قول‌های معروف مارکس، از هرکس به اندازه توانایی‌اش، به هرکس به اندازه نیازش، در همین اثر به کار رفته است.
مارکس در نامه‌ای به تاریخ ۸ مارس ۱۸۸۱ به ورا زاسولیچ، احتمال دور زدن مرحله کاپیتالیستی توسعه و برپایی کمونیسم در روسیه بر پایه مالکیت مشترک زمین در جوامع روستایی را رد نکرد. مارکس ضمن «تکیه‌گاه نو شدن جامعه روسیه» خواندن کمون‌های روستایی، هشدار داد که این کمون‌ها تنها در صورت نابودی «تأثیرات مخربی که از هر سو به آن‌ها حمله می‌کنند» می‌توانند وسیله حرکت مستقیم به سمت سوسیالیسم باشند. با از بین رفتن این تأثیرات مخرب، «شرایط توسعه خودجوش» کمون‌های روستایی فراهم می‌شود. او در همان نامه به ورا زاسولیچ، اشاره کرد که «جدایی کامل تولیدکننده از ابزار تولید… در هسته اصلی سیستم سرمایه‌داری نهفته است.» مارکس که اعتقاد داشت کمونیسمِ آینده بازگشتی سطح بالاتر به کمونیسم پیش از تاریخ خواهد بود، در یکی از پیش‌نویس‌های این نامه، علاقه خود به مردم‌شناسی را ابراز می‌کند. او می‌نویسد «روند تاریخی عصر ما بحران مهلکی است که تولید کاپیتالیستی در کشورهای اروپایی و آمریکایی، جایی که به بالاترین حد خود رسیده، متحمل شده است؛ بحرانی که با نابودی آن و با بازگشت جامعه مدرن، در شکلی پیشرفته‌تر، به باستانی‌ترین شیوه — تولید و تخصیص جمعی — به پایان خواهد رسید.» او افزود: «سرزندگی جوامع بدوی از جوامع سامی، یونانی، رومی و غیره، و نیز بدون تردید، از جوامع کاپیتالیستی مدرن، به‌طور غیرقابل مقایسه‌ای بیشتر بود.» مارکس قبل از مرگ خود از انگلس خواست دربارهٔ این ایده‌ها بنویسد که نتیجه آن انتشار منشأ خانواده، مالکیت خصوصی و دولت در سال ۱۸۸۴ بود.

### درگذشت
بعد از مرگ همسرش جنی در دسامبر ۱۸۸۱، مارکس به التهاب تنفسی مبتلا شد که او را در ۱۵ ماه آخر زندگی‌اش ناخوش کرد و باعث مرگ او در نتیجه برونشیت و پلورزی شد. مارکس به تاریخ ۱۴ مارس ۱۸۸۳ در لندن، در سن ۶۴ سالگی، به‌عنوان فردی بدون تابعیت، درگذشت. خانواده و دوستانش جسد او را در گورستان هایگیت لندن در ۱۷ مارس ۱۸۸۳ در قسمتی که مخصوص ندانم‌گرایان و خداناباوران بود، به خاک سپردند. به گفته فرانسیس وین، در مراسم خاکسپاری او بین نه تا یازده نفر حاضر بودند.
در تحقیقات انجام‌شده در منابع معاصر از سیزده نفر نام برده شده است: فریدریش انگلس، النور مارکس، ادوارد آولینگ، پل لافارگ، شارل لونگه، هلن دموث، ویلهلم لیبکنشت، گوتلیب لمکه، فریدریک لسنر، جی لوخنر، ری لنکستر، کارل شورلمر و ارنست رادفورد.
نیز روزنامه‌ای در آن زمان ادعا کرد ۲۵ تا ۳۰ نفر از بستگان و دوستان مارکس در مراسم تشییع جنازه حاضر بوده‌اند.
گزارشی در هفته‌نامه د گرافیک بدین شرح منتشر شد: «اشتباهی عجیب بود که … مرگ او برای دو روز اعلام نشد، و بعداً گفته شد در پاریس اتفاق افتاده است. روز بعد اصلاحیه‌ای از پاریس آمد؛ و زمانی‌که دوستان و پیروانش با عجله خود را به خانه‌اش در هاورستوک هیل رساندند تا از زمان و مکان مراسم خاکسپاری مطلع شوند، متوجه شدند که او همین حالا در خاک سرد خفته است. اما برای این رازداری و عجله، بدون شک تجمع مردمی بزرگی بر فراز قبر او برگزار می‌شد.»
چند نفر از دوستان مارکس، از جمله فریدریش انگلس و ویلهلم لیبکنشت، در مراسم خاکسپاری او سخنرانی کردند. انگلس در بخشی از سخنان خود گفت:
در روز ۱۴ مارس، یک ربع مانده به ۳ بعد از ظهر، بزرگ‌ترین متفکر عصر به تفکر کردن پایان داد. برای دو دقیقه تنها گذاشتیمش و وقتی بازگشتیم، او را بر روی صندلی‌اش یافتیم که در آرامش به خواب رفته بود — اما برای همیشه.
النور و لورا، دختران مارکس، نیز شارل لونگه و پل لافارگ، دامادهای سوسیالیست و فرانسوی او، از دیگر حاضران در این مراسم بودند. دختر ارشدش جنی کارولین چند ماه قبل در ژانویه ۱۸۸۳ درگذشته بود. لیبکنخت، بنیانگذار و رهبر حزب سوسیال دموکرات آلمان، به آلمانی و لونگه، از چهره‌های برجسته جنبش کارگری فرانسه، به فرانسوی سخنرانی کردند. دو تلگراف از احزاب کارگری در فرانسه و اسپانیا نیز قرائت شد. این‌ها به همراه سخنرانی انگلس، کل برنامه مراسم تشییع جنازه را تشکیل می‌دادند. سه کمونیست دیگر نیز در مراسم شرکت کردند که البته نسبتی با مارکس نداشتند: فریدریک لسنر، که پس از محاکمه کمونیست‌های کلن در سال ۱۸۵۲ سه سال زندانی شده بود، جی. لوخنر، که انگلس او را «یکی از اعضای قدیمی اتحادیه کمونیست‌ها» توصیف کرده است و کارل شورلمر، استاد شیمی در منچستر، عضو انجمن سلطنتی، فعال کمونیست و از شخصیت‌های انقلاب بادن در ۱۸۴۸. ری لنکستر، جانورشناس بریتانیایی، از دیگر حاضران بود.

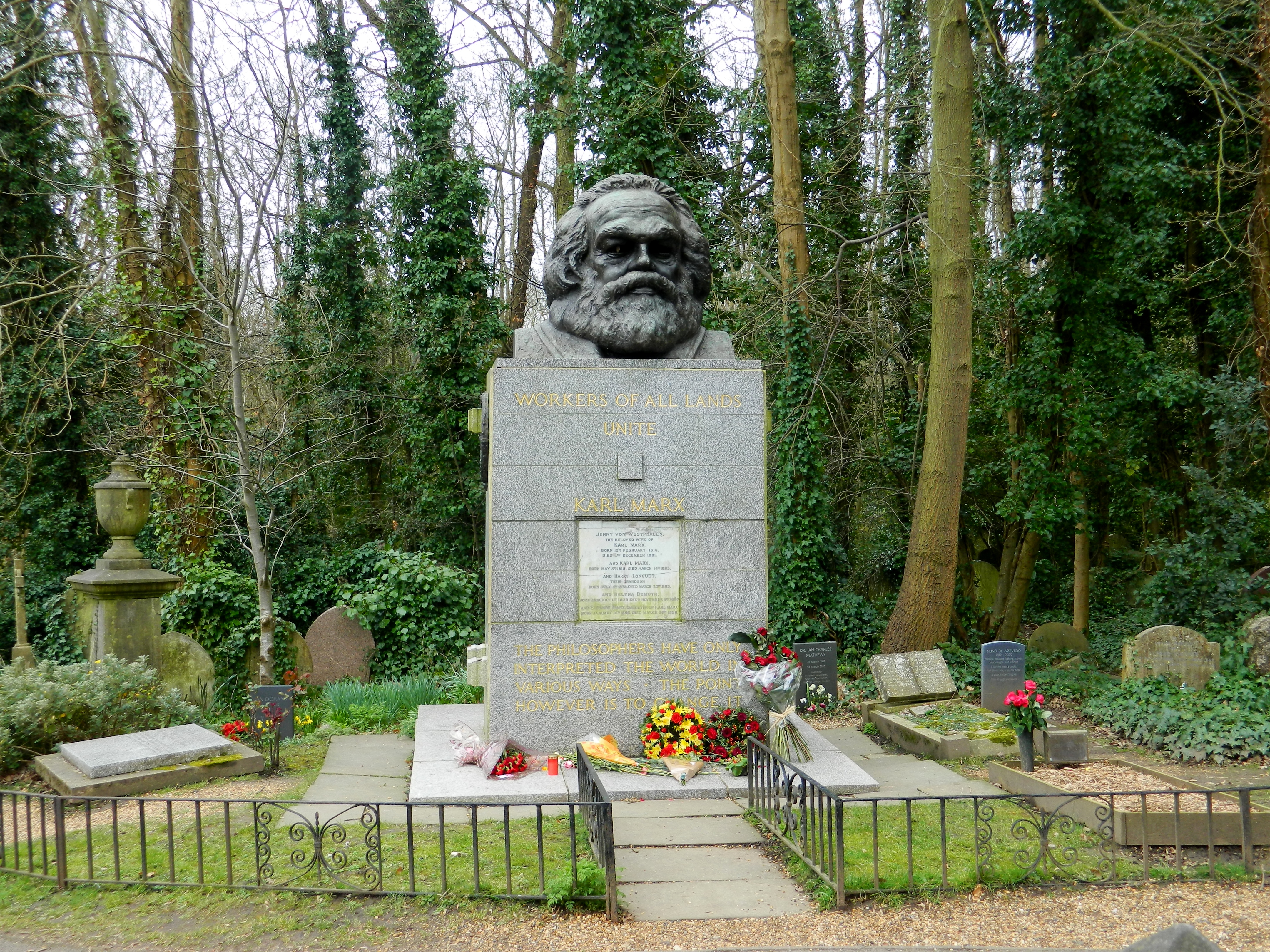
آرامگاه کارل مارکس، گورستان هایگیت شرقی، لندن

از مارکس ملکی شخصی به ارزش ۲۵۰ پوند (معادل ۲۵٬۳۶۵ پوند در سال ۲۰۱۹) به جا ماند. همچنین انگلس نیز بعد از مرگ خود در سال ۱۸۹۵، بخش بزرگی از املاکش (به ارزش معادل ۴٫۸ میلیون دلار در سال ۲۰۱۱) را برای دو دختر مارکس به ارث گذاشت.
در نوامبر سال ۱۹۵۴، محل دفن مارکس و خانواده‌اش به محل جدیدی در نزدیکی قبر قبلی منتقل و در ۱۴ مارس ۱۹۵۶ از مقبره جدید آن‌ها رونمایی شد. بر روی بنای جدید عبارت «کارگران جهان، متحد شوید!» (خط آخر مانیفست کمونیست) و نیز «فلاسفه فقط جهان را به طرق مختلف تفسیر کرده‌اند — اما هدف تغییر آن است» (جمله‌ای از یازدهمین تز دربارهٔ فویرباخ مطابق ویراستاری انگلس) حک شده است. قبر اولیه مارکس یادبود ساده‌ای داشت و بنا و سردیس فعلی توسط حزب کمونیست بریتانیای کبیر ساخته شد.
اریک هابسبام، مورخ مارکسیست، می‌نویسد: «نمی‌توان گفت مارکس در شکست مرد»، زیرا اگرچه در بریتانیا پیروان زیادی جذب نکرده بود، اما اثرگذاری نوشته‌های او بر جنبش‌های چپ در آلمان و روسیه آغاز شده بود. طی ۲۵ سال از مرگ او، احزاب سوسیالیست اروپای قاره‌ای (اروپا منهای جزایر آن نظیر بریتانیا) که تأثیر مارکس بر سیاست خود را پذیرفته بودند، بین ۱۵ تا ۴۷ درصد کرسی‌ها در مجالس کشورهایی که دموکراسی نیابتی داشتند را به دست آورده بودند.

## تفکرات

### تأثیرات بر مارکس
تفکرات مارکس چنان می‌نماید که او تحت تأثیر متفکران زیادی بوده است که برخی از آنان شامل موارد زیر است:
- فلسفه گئورگ ویلهلم فریدریش هگل[۱۷۸]
- اقتصاد سیاسی کلاسیک آدام اسمیت و دیوید ریکاردو،[۱۷۹] و همچنین نقد ژان شارل لئونار دو سیسموندی بر اقتصاد لسه فری و تحلیل او از وضعیت نامطلوب پرولتاریا[۱۸۰]
- سوسیالیسم فرانسوی،[۱۷۹] مخصوصاً تفکرات ژان-ژاک روسو، کلودهانری سن سیمون، پیر-ژوزف پرودون و شارل فوریه[۱۸۱][۱۸۲]
- ماتریالیسم فلسفی آلمانی هگلی‌های جوان، به ویژه لودویگ فویرباخ و برونو باور،[۵۷] همچنین ماتریالیسم فرانسوی اواخر قرن ۱۸، از جمله دنی دیدرو، کلود آدرین هلوسیوس و بارون دولباخ
- تحلیل طبقه کارگر توسط فریدریش انگلس،[۵۳] نیز توصیفات اولیه لیبرال‌های فرانسوی و سن سیمونی‌هایی نظیر فرانسوا گیزو و آگوستن تیری از طبقات
- همچنین زمینه یهودی مارکس در شکل‌دهیِ دیدگاه اخلاقی و فلسفه ماتریالیستی‌اش اثرگذار به حساب می‌آید[۱۸۳][۱۸۴]

در دیدگاه مارکس در مورد تاریخ که ماتریالیسم تاریخی نامیده می‌شود (و انگلس و لنین آن را به‌عنوان فلسفه ماتریالیسم دیالکتیکی اتخاذ کردند)، به‌طور قطع تأثیر ادعای هگل مبنی بر اینکه باید به واقعیت (و تاریخ) به صورت دیالکتیکی نگاه کرد، دیده می‌شود. با این حال، هگل از نگاهی ایدئالیستی بدان می‌نگریست و ایده‌ها را ارجح قرار می‌داد، در حالی که مارکس نظری ماتریالیستی داشت و قائل به تقدم ماده بر ایده بود. هگل «روح» را محرک تاریخ می‌دید اما مارکس این عرفانی‌سازی را غیرضروری می‌دانست و معتقد بود باعث می‌شود واقعیت بشریت و اعمال جسمانی آن که شکل‌دهنده جهان است، نادیده گرفته شود. مارکس می‌نویسد در فلسفه هگل واقعیت بر روی سر خود ایستاده است و لازم است که آن را روی پاهایش بنشانیم. علی‌رغم اینکه مارکس از اصطلاحات عرفانی خوشش نمی‌آمد، در چند اثر خود از لغات گوتیک استفاده کرده است: او در مانیفست کمونیست اعلام می‌کند «شبحی اروپا را گشت می‌زند – شبح کمونیسم. تمام قدرت‌های اروپای کهنه برای از بین بردن این شبح وارد اتحادی مقدس شده‌اند.» همچنین کتاب سرمایه از سرمایه به‌عنوان فال امواتی یاد می‌کند که تولیدات کارگر را محاصره کرده است.
علی‌رغم تأثیر سوسیالیسم و جامعه‌شناسی فرانسوی بر مارکس، او سوسیالیست‌های تخیلی را به نقد گرفت و نتیجه جوامع سوسیالیستی کوچک مد نظر آن‌ها را فقر و به حاشیه رانده‌شدن دانست و معتقد بود تنها تغییراتی در مقیاس بزرگ در نظام اقتصادی می‌تواند تغییر واقعی ایجاد کند.
وضعیت طبقه کارگر در انگلستان، نوشته فریدریش انگلس به سال ۱۸۴۴، فاکتور مهم دیگری در بازنگری مارکس در فلسفه هگل بود و باعث شد دیالکتیک تاریخی را از دیدگاه مبارزه طبقاتی ببینید و بدان نتیجه رسد که طبقه کارگر مدرن مترقی‌ترین عنصر انقلابی است. همچنین سوسیال دموکرات آلمانی فریدریش ویلهلم شولتس، نویسنده حرکت تولید، نیز بر مارکس اثرگذار بود.
مارکس معتقد بود می‌تواند تاریخ و جامعه را به‌طور علمی مطالعه کند و گرایش‌های تاریخ و نتایج درگیری‌های اجتماعی را تشخیص دهد؛ در نتیجه، برخی از پیروان مارکس بدان نتیجه رسیدند که وقوع انقلاب کمونیستی ناگزیر است. با این حال، مارکس در یازدهمین «تز دربارهٔ فویرباخ» نوشته است که «فلاسفه فقط جهان را به طرق مختلف تفسیر کرده‌اند — اما هدف تغییر آن است» و او به وضوح خود را وقف تلاش برای تغییر جهان کرد.

### فلسفه و تفکر اجتماعی
مارکس مطالعات خود را با بررسی آثار فلسفی هگل و منتقدان او آغاز کرد اما نهایتاً با گذر زمان به مخالفت با این روش کاملاً نظری برخاست؛ او همچنین در ایدئولوژی آلمانی نوشته است که نسبت فلسفه به مطالعه جهان طبیعی، نسبت خودارضایی به رابطه جنسی عاشقانه است. با این حال، مارکس با خود فلسفه مخالف نبود، بلکه معتقد بود فلسفه تئوری را با عمل ترکیب نمی‌کند و این را مشکل‌دار می‌یافت. نتیجتاً، مطالعات دانشگاهی را کنار گذاشت تا به نظریه‌پرداز تمام‌وقت یک انقلاب جهانی که در عمل به انجام رسد، تبدیل شود.

#### ذات انسان
مانند توکویل که قائل به وجود استبدادی بی‌چهره و بوروکراتیک بود و یک شخص مستبد را مسئول استبداد نمی‌دانست، مارکس نیز راه خود را از متفکران کلاسیکی که از وجود یک ظالم فردی صحبت می‌کردند و نیز از مونتسکیو که ماهیت آن ظالم را بررسی کرده بود، جدا کرد. در عوض، مارکس تلاش کرد «استبداد سرمایه» را تحلیل کند. اساساً، مارکس تصور می‌کرد تاریخ بشر شامل تغییر ماهیت انسان است که هم انسان‌ها و هم اجسام مادی را در بر می‌گیرد. انسان‌ها سرانجام تشخیص می‌دهند که یک خود واقعی و یک خود بالقوه دارند. هم برای مارکس و هم برای هگل، تکامل شخصی با تجربه‌کردن ازخودبیگانگی درونی ناشی از این شناخت آغاز می‌شود و سپس انسان خود واقعی را به‌عنوان یک سوبژه می‌یابد و خود بالقوه را ابژه‌ای در نظر می‌گیرد که باید به آن دست پیدا کند. مارکس همچنین در ادامه استدلال می‌کند که اگر ذات در قالبی دلپسند تصور شود، سوبژه شکل آبژه را به خود می‌گیرد و نتیجتاً، فرد قادر می‌شود چون انسانی کامل محقق گردد. در نظر مارکس، ذات انسان تابعی از نیروی کار اوست. او تمایز میان انسان و دیگر حیوانات را «فعالیت‌های آگاهانه زندگی» می‌دانست و تولید و توانایی ساخت محصولات برای یکدیگر را به شیوه‌ای که پیش‌آگاهانه مشخص شده باشد، در مرکز این فعالیت‌ها می‌یافت. مارکس اعتقاد داشت نظام صنعتی نوین آزادی را از توده‌های مولد دریغ داشته اما توانایی تولید انسان را نیز نشان داده است. نتیجتاً، وفور محصولات مادی فرصتی برای آزادی انسان‌ها فراهم کرده است و تنها با الغای مالکیت است که همه خصیصه‌ها و احساسات بشری آزاد می‌شوند. او در ایدئولوژی آلمانی و (و متعاقباً در مقدمه‌ای بر نقد اقتصاد سیاسی) می‌نویسد: «آگاهی زندگی را مقدر نمی‌کند، بلکه زندگی مقدرکننده آگاهی است.» مارکس در فصل هفتم از جلد اول سرمایه مجدداً به کار به‌عنوان عنصر متمایز کننده انسان و دیگر حیوانات بازمی‌گردد؛ او می‌نویسد هر چند ظرافت کار زنبور بر پیشانی معماران عرق شرم می‌نشاند، اما آنچه بدترین معمار را از بهترین زنبور متمایز می‌کند، این است که معمار ابتدا حاصل کارش را در ذهن خود مجسم می‌کند. انسان‌ها هدف خود از کار بر روی مواد طبیعت را «محقق» می‌کنند. هر چه کارگر جذابیت کمتری در کار خود بیابد، نیاز بیشتری به اعمال نظم و مقررات به وجود می‌آید. نتیجتاً، بشر باید برای بروز کامل انسانیت خود، کنترل تولید و توزیع را در دست بگیرد.

#### کار، مبارزه طبقاتی و آگاهی اشتباه
تاریخ همه جوامع تا این زمان، تاریخ مبارزه طبقاتی است.— کارل مارکس، مانیفست حزب کمونیست
مارکس اهمیت ویژه‌ای برای رابطه انسان‌ها با نیروی کار خودشان قائل بود و به‌طور مفصل دربارهٔ مسئله ازخودبیگانگی نوشته است. مانند دیالکتیک، مارکس در این باره نیز با مفهوم هگلی ازخودبیگانگی آغاز کرد اما سرانجام خوانشی ماتریالیستی‌تر از آن بسط داد. در نظر مارکس، کاپیتالیسم از طریق کالاهایی (شامل نیروی کار) که در بازارها خرید و فروش می‌شوند، مناسبات اجتماعی تولید (مثلاً میان کارگران یا بین کارگران و سرمایه‌داران) را رقم می‌زند. این امکان که فرد بتواند از مالکیت نیروی کار خود – توانایی‌اش برای ایجاد تغییر در جهان – دست بکشد، مساوی است با بیگانه‌شدن او با ذات خود و این خسرانی روحی است. مارکس این خسران را بت‌انگاری کالا توصیف کرده است که مطابق آن، چنان به نظر می‌رسد که کالاهای تولید شده توسط انسان‌ها، زندگی و ارزش خود را دارند که انسان و رفتارش از سر ناچاری با آن سازگار می‌شوند.

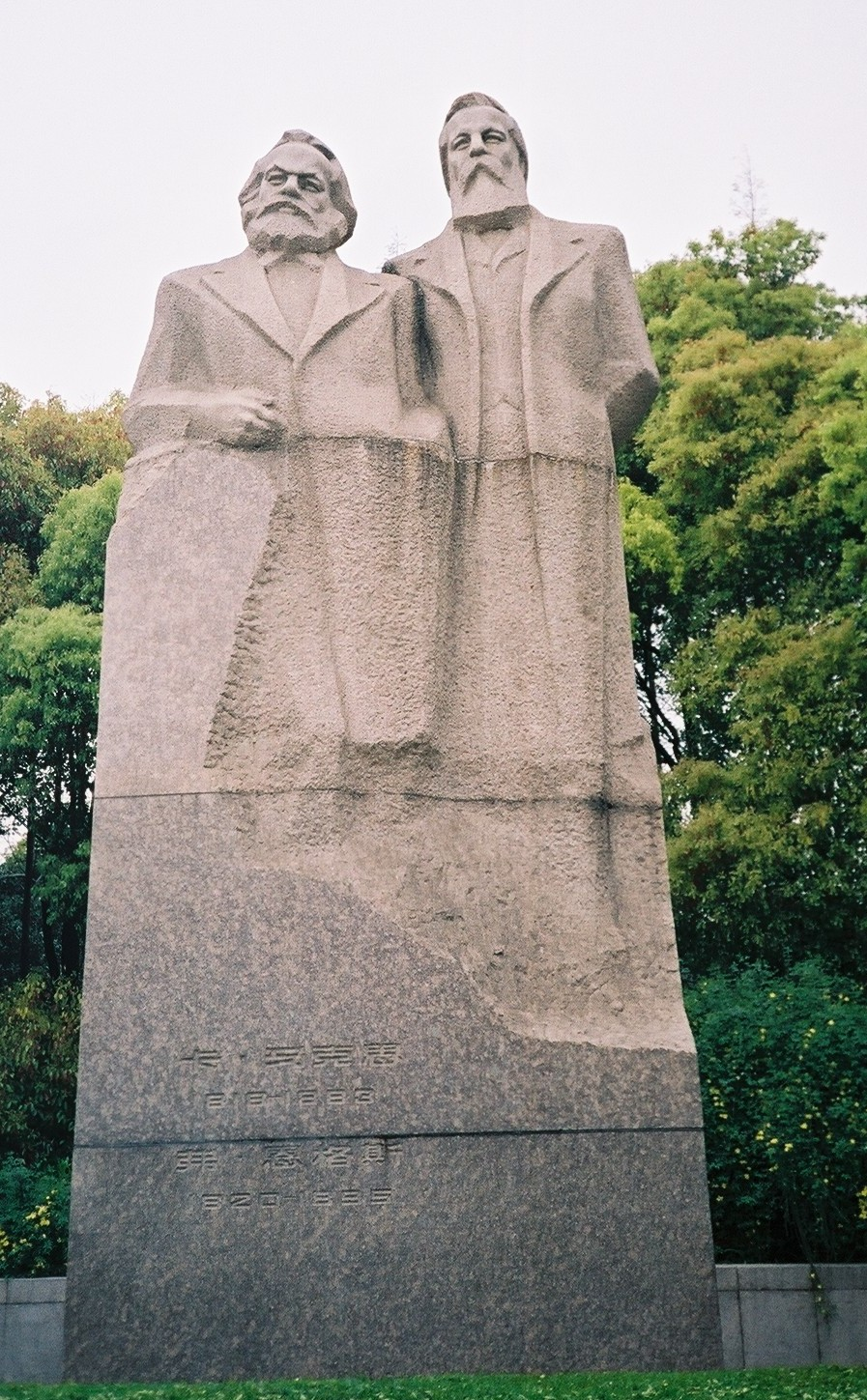
یادبود مارکس و انگلس در شانگهای، چین

بت‌انگاری کالا مثالی از آنچه انگلس «آگاهی اشتباه» می‌خواند، فراهم می‌کند که مربوط به درک «ایدئولوژی» است. منظور از مارکس و انگلس از «ایدئولوژی» تفکراتی است که منافع یک طبقه خاص در یک دوره خاص از تاریخ را منعکس می‌کنند اما معاصران می‌پندارند آن تفکرات عمومی و ابدی هستند. به عقیده مارکس و انگلس، نمی‌توان این تفکرات را در بهترین حالت «حقیقت نصفه و نیمه» نامید، زیرا آن‌ها از پایه‌های مهم نظم سیاسی هستند. به بیان دیگر، سلطه یک طبقه بر ابزار تولید در کنار تولید غذا و کالا، منجر به تولید «ایده‌ها» نیز می‌شود که می‌تواند علتی باشد برای اینکه اعضای طبقات تابع، اعتقاداتی دارند که با منافع طبقه خود در تضاد هستند. نمونه‌ای از چنین تحلیلی، برداشت مارکس از دین است که در مقدمه نقد فلسفه حق هگل بیان شده است:
رنج مذهبی، هم رنج واقعی و هم اعتراض علیه رنج واقعی است. دین آه محرومان، قلبِ جهان بدون قلب و روحِ شرایط بدون روح است. دین افیون توده‌هاست. از بین بردن دین که به مردم توهم خوشبختی می‌دهد، مطالبهٔ خوشبختی واقعی برای آن‌هاست. مطالبهٔ کنار گذاشتن توهم دربارهٔ شرایط، مطالبهٔ کنار گذاشتن شرایطی است که به توهم نیاز دارد.
مارکس در پایان‌نامه خود در جیمنیزیوم تری‌یر، هدف اصلی اجتماعی دین را افزایش همبستگی در جامعه دانسته بود، اما از نقل‌قول فوق پیداست که در این زمان آن را ابزاری جهت حفظ وضعیت اقتصادی موجود و نابرابری می‌یافت.
مارکس همچنین مخالف صریح کار کودکان بود. او اعتقاد داشت صنایع بریتانیایی «نمی‌توانند بدون مکیدن خون، از جمله خون کودکان، زنده بمانند» و نیز سرمایه ایالات متحده از طریق «سرمایه خون کودکان» تأمین می‌شود. او در مانیفست کمونیست می‌نویسد «آیا ما را سرزنش می‌کنید که خواهان پایان دادن به استثمار کودکان توسط والدین هستیم؟ ما به این جرم اعتراف می‌کنیم.»

#### اقتصاد، تاریخ و جامعه
تمام بورژوازی یک‌صدا فریاد می‌کشد: «ولی شما کمونیست‌ها می‌خواهید زن‌ها را به اشتراک بگذارید.» بورژوا زن را بیشتر از یک ابزار ساده تولید نمی‌داند. او می‌شنود که قرار است از ابزارهای تولید به صورت اشتراکی بهره برده شود و طبیعتاً، نمی‌تواند نتیجه دیگری بگیرد غیر از اینکه این اشتراک شامل زنان هم خواهد شد. او حتی نمی‌تواند بفهمد که هدف اصلی خاتمه دادن به وضعیتی است که زنان در آن ابزار تولید محسوب می‌شوند.

— کارل مارکس، مانیفست کمونیست
تفکرات مارکس در ارتباط با کار تحت‌تأثیر اهمیتی که او برای روابط اقتصادی در تعیین گذشته، حال و آینده جامعه قائل بود، قرار داشت. در نظر او، انباشت سرمایه شکل‌دهنده نظام اجتماعی است. او تغییرات اجتماعی را حاصل منازعه میان منافع متضاد گروه‌های متفاوت که زمینه‌های اقتصادی نیروی محرکه آن بود، می‌یافت و این الهام‌بخش نظریه تضاد است. مارکس در مدل تکامل‌گرای خود از تاریخ، استدلال کرد که تاریخ بشریت با کار آزاد، مولد و خلاقانه آغاز گردید اما با گذشت زمان محدود و غیرانسانی شد، روندی که در دوره سرمایه‌داری در آشکارترین حالت خود بروز کرده است. مارکس تأکید داشت که این روندی تعمدی نبوده زیرا هیچ فرد یا حتی دولتی نمی‌تواند در مقابل نیروهای اقتصادی قرار گیرد.
سازماندهی جامعه به ابزار تولید بستگی دارد. ابزار تولید به چیزهایی اطلاق می‌شود که برای تولید کالاهای مادی نیاز است: مانند زمین، منابع طبیعی و تکنولوژی، اما شامل نیروی کار انسان نمی‌شود. روابط تولید نیز به روابط اجتماعی گفته می‌شود که افراد هنگام دستیابی و استفاده از ابزار تولید بدان ورود پیدا می‌کنند. این‌ها در کنار یکدیگر مناسبات تولید را می‌سازند و مارکس ادوار تاریخی را با در نظر گرفتن مناسبات تولید از هم متمایز می‌کند. او همچنین بین زیربنا و روبنا تفاوت قائل بود و نظام اقتصادی را زیربنا و نظام فرهنگی و سیاسی را روبنا محسوب می‌کرد. مارکس این عدم تطابق بین زیربنای اقتصادی و روبنای اجتماعی را منابع اصلی نابسامانی‌ها و درگیری‌های اجتماعی می‌دانست.
علی‌رغم انتقادات مارکس از کاپیتالیسم و نظراتش در مورد جامعه جدید کمونیستی که باید جایگزین آن شود، او جامعه کاپیتالیستی را پیشرفتی نسبت به جوامع گذشته (برده‌داری و فئودالیسم) به حساب می‌آورد. مارکس هرگز به‌طور واضح دربارهٔ مسائل اخلاقی و عدالت صحبت نکرده است، اما محققان اتفاق نظر دارند که آثار او به صورت ضمنی حاوی مباحث مربوط این مفاهیم هستند.
دیدگاه مارکس در مورد سرمایه‌داری دو وجهی بود؛ او از یک سو، عمیق‌ترین انتقادات قرن ۱۹ را به خاطر جنبه‌های غیرانسانی این سیستم مطرح کرده است: مارکس به تفضیل ازخودبیگانگی، استثمار و رکودهای دوره‌ای و مکرر را که منجر به بیکاری گسترده می‌شود، به‌عنوان ویژگی‌های کاپیتالیسم دانسته است. از سویی دیگر، او پیشرفت‌های حاصل از «انقلاب صنعتی و عمومی‌سازی کیفیات توسعه، رشد و پیشرفت» (منظور مارکس، صنعتی‌شدن، گسترش شهرنشینی، پیشرفت تکنولوژی، افزایش بهره‌وری و رشد، عقلانیت و انقلاب علمی بود) را از نتایج سرمایه‌داری می‌دانست. مارکس طبقه کاپیتالیست را از انقلابی‌ترین طبقات اجتماعی در تاریخ به حساب می‌آورد؛ زیرا این طبقه مدام ابزار تولید را بهبود می‌بخشد و به فئودالیسم پایان داده است. سرمایه‌داری می‌تواند زمینه‌ساز رشد قابل توجهی شود زیرا سرمایه‌دار انگیزه‌های لازم برای سرمایه‌گذاری مجدد سود در فناوری‌ها و تجهیزات جدید را در اختیار دارد.
به گفته مارکس، کاپیتالیست‌ها از تفاوت میان بازار کار و بازار هر کالایی که می‌توانند تولید کنند، بهره می‌برند. مشاهدات مارکس او را بدان نتیجه رساند که عملاً در هر صنعت موفقی، هزینه ساخت کمتر از قیمت نهایی است. او تفاوت میان این دو رقم را «ارزش اضافی» نامید و استدلال کرد که اساس آن «کار اضافی» است؛ تفاوت میان آنچه برای زنده نگه‌داشتن کارگران لازم است و آنچه آن‌ها می‌توانند تولید کنند و بهره‌ای از آن نمی‌برند. مارکس سرمایه‌داران را خون‌آشامهایی که خون کارگر را می‌مکند، به حساب می‌آورد اما در عین حال، اعتقاد داشت سود بردن «به هیچ‌وجه بی‌عدالتی نیست» و سرمایه‌داران نمی‌توانند با سیستم مبارزه کنند. مسئله «سلول سرطانی» سرمایه است که منظور از آن نه عنوان اموال یا تجهیزات، که روابط بین کارگران و مالکان – و به‌طور کلی نظام اقتصادی – است.

بنای یادبود مارکس در مسکو که جمله «پرولترهای همه کشورها، متحد شوید!» بر روی آن حک شده است

مارکس همچنین تأکید داشت سرمایه‌داری بی‌ثبات و مستعد بحران‌های دوره‌ای است. وی پیش‌بینی کرد با گذشت زمان، سرمایه‌داران بیشتر و بیشتر در تکنولوژی‌های جدید و کمتر در نیروی کار سرمایه‌گذاری خواهند کرد. از آنجا که مارکس معتقد بود سود حاصل از ارزش اضافی متعلق به نیروی کار بوده و از آنان غصب شده است، نتیجه گرفت با رشد اقتصاد نرخ سود کاهش خواهد یافت و بحران‌هایی که شدید و شدیدتر می‌شوند در این چرخه رشد و رکود فاصله خواهند انداخت. علاوه بر این، او اعتقاد داشت بود در بلند مدت، این روند طبقه سرمایه‌دار را غنی‌تر و قوی‌تر می‌کند و پرولتاریا را فقیرتر. مارکس در بخش اول مانیفست کمونیست می‌نویسد:
همان‌طور که دیدیم، ابزار تولید و مبادله که بورژوازی بر بنیاد آن پا گرفت، در جامعه فئودالی به وجود آمده بود. در مرحله مشخصی از تکامل ابزارهای تولید و مبادله، مناسباتی که جامعه فئودالی تولید و مبادله را تحت آن انجام می‌داد… دیگر با نیروهای پیشرفته مولد سازگار نبود و به پا بند آن تبدیل شده بود. این پا بند می‌بایست شکسته می‌شد که شد. جای آن را رقابت آزاد و نظام اجتماعی و سیاسی هماهنگ با آن و تحت سلطه اقتصادی و سیاسی طبقه بورژوازی گرفت. جریان مشابهی در برابر دیدگان ما در حرکت است… نیروهای مولد جامعه دیگر به رشد مناسبات بورژوائی مالکیت یاری نمی‌رسانند؛ بلکه خود به اندازه‌ای قدرتمند شده‌اند که مناسبات بورژوائی تولید به پا بند آنان تبدیل شده است و به زودی و با شکست این پا بند، آنان نظم جدیدی به جامعه بورژوازی خواهند آورد و همه هستی مالکیت بورژوائی را به خطر خواهند انداخت.
مارکس باور داشت تضادهای درونی کاپیتالیسم منجر به سقوط آن و جایگزینی جامعه بورژوائی با سوسیالیسم یا جامعه‌ای کمونیستیِ پساسرمایه‌داری خواهد شد:
با پیشرفت صنایع نوین بنیادی که بورژوازی با تکیه بر آن تولید و تصاحب می‌کند زیر پای آن‌ها فرو می‌ریزد. نتیجتاً، بورژوازی بیش از هر چیز گورکنان خود را تولید می‌کند. سقوط بورژوازی و پیروزی پرولتاریا به یک اندازه اجتناب‌ناپذیر است.
در نتیجه پیشرفت‌های حاصل از سرمایه‌داری، از قبیل شهرنشینی، جمعیت طبقه کارگر (پرولتاریا) فزونی می‌یابد و آنان به آگاهی طبقاتی خواهند رسید؛ آن زمان، پی می‌برند که می‌توانند و باید نظام را تغییر دهند. مارکس باور داشت اگر پرولتاریا ابزارهای تولید را به دست آورد، روابط اجتماعی باید به گونه‌ای برقرار شود که به همه به یک اندازه سود برساند، طبقه استثمارگر را از بین ببرد و یک سیستم تولیدی ایجاد کند که در برابر بحران‌های دوره‌ای کمتر آسیب‌پذیر باشد. مارکس در ایدئولوژی آلمانی نوشت که کاپیتالیسم از طریق اقدامات سازمان‌یافته یک طبقه کارگر بین‌المللی به پایان خواهد رسید:
کمونیسم برای ما وضعیتی نیست که قرار باشد ایجاد شود، آرمانی نیست که واقعیت مجبور باشد خود را با آن منطبق سازد. ما کمونیسم را جنبشی واقعی می‌نامیم که وضعیت موجود را از بین می‌برد. شرایط این جنبش از مقدمات موجود حاصل می‌شود.
در این جامعه جدید، به ازخودبیگانگی پایان داده خواهد شد و انسان‌ها آزاد خواهند بود بدون محدود شدن توسط بازار کار، عمل کنند. این جامعه‌ای دموکراتیک خواهد بود و حقوق تمام جمعیت خود را محقق خواهد کرد. در یک دنیای آرمانشهری نظیر این، نیاز به دولت — که در گذشته هدف آن تحمیل ازخودبیگانگی بود — کاهش خواهد یافت. مطابق نظریات مارکس، طی مرحله انتقال از سرمایه‌داری به نظام سوسیالیستی/کمونیستی، دوره‌ای موقتی موسوم به دیکتاتوری پرولتاریا وجود خواهد داشت — عهدی که طبقه کارگر قدرت سیاسی را در دست خواهد گرفت و با توسل به اعمال قهرآمیز بر ابزار تولید مالکیت عمومی برقرار خواهد کرد. او در نقد برنامه گوتا می‌نویسد «بین جامعه سرمایه‌داری و جامعه کمونیستی دوره تحول انقلابی وجود خواهد داشت. همزمان، یک دوره گذار سیاسی از سر گذرانده خواهد شد که در آن دولت نمی‌تواند چیزی جز دیکتاتوری انقلابی پرولتاریا باشد.» مارکس امکان انتقال مسالمت‌آمیز را در کشورهایی (مانند بریتانیا، ایالات متحده و هلند) که ساختارهای دموکراتیک قوی داشتند، ممکن می‌یافت اما تأکید داشت که «زور باید اهرم انقلاب ما» در کشورهایی باشد که کارگران نمی‌توانند در آن‌ها «به شیوه‌های مسالمت‌آمیز به هدف خود برسند.»

### روابط بین‌الملل

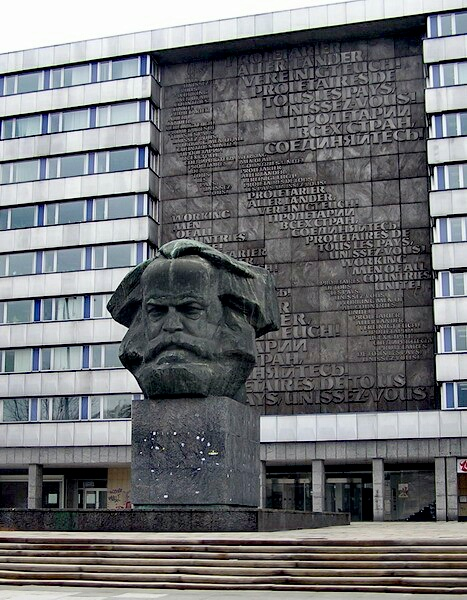
یادبود کارل مارکس در کمنیتس

مارکس روسیه را تهدید اصلی ضدانقلابی برای انقلاب‌های اروپا به حساب می‌آورد. در طول جنگ کریمه، مارکس از دولت عثمانی و متحدانش بریتانیا و فرانسه در برابر روسیه حمایت می‌کرد. او کاملاً مخالف پان اسلاویسم بود و آن را ابزاری در سیاست خارجی روسیه می‌دانست. مارکس به‌طور کلی اسلاوها، به غیر از لهستانی‌ها، را «ضدانقلاب» می‌شمارد. مارکس و انگلس در فوریه ۱۸۴۹ در روزنامه جدید راین نوشتند:
ما در جواب عبارات احساسی دربارهٔ برادری که ضدانقلابی‌ترین ملت‌های اروپا به ما پیشنهاد کرده‌اند، می‌گوییم که نفرت از روس‌ها شور انقلابی اصلی میان آلمانی‌ها بوده و هنوز هم هست؛ می‌گوییم که از زمان انقلاب [۱۸۴۸] نفرت از چک‌ها و کروات‌ها هم بدان افزوده شده است و تنها با مصمم‌ترین استفاده از ترور علیه این مردمان اسلاو می‌توانیم، به همراه لهستانی‌ها و مجارها، از انقلاب محافظت کنیم. ما می‌دانیم دشمنان انقلاب کجا متمرکز شده‌اند، در روسیه و مناطق اسلاوی اتریش، و هیچ جمله زیبایی، هیچ اشاره‌ای به آینده دموکراتیک موهوم این کشورها، نمی‌تواند ما را از اینکه دشمنانمان را دشمن بدانیم، باز بدارد. علیه آن اسلاوهایی که به انقلاب خیانت می‌کنند، نبردی خواهیم داشت، «نبرد غیرقابل اجتناب مرگ و زندگی»؛ مبارزه‌ای نابودکننده و وحشتی بی‌رحمانه – نه برای منافع آلمان، بلکه برای منافع انقلاب!
مارکس و انگلس با انقلابیون نارودنیکی دهه‌های ۱۸۶۰ و ۱۸۷۰ روسیه سمپاتی داشتند. هنگامی که انقلابیون روس تزار الکساندر دوم را ترور کردند، مارکس ابراز امیدواری کرد که این ترور به «تشکیل کمون روسیه» منجر شود. مارکس همچنین حامی قیام لهستانی‌ها علیه روسیه تزاری بود. او در سال ۱۸۶۷ در یک سخنرانی در لندن گفت:
در وهله اول سیاست روسیه تغییرناپذیر است… روش‌های آن، تاکتیک‌های آن، مانورهای آن ممکن است تغییر کند، اما ستاره قطبی سیاست آن – سلطه جهانی – ستاره‌ای ثابت است. در عصر ما فقط یک دولت متمدن حاکم بر توده‌های وحشی می‌تواند چنین نقشه‌ای را طرح و اجرا کند. برای اروپا فقط یک گزینه وجود دارد. یا وحشیگری آسیایی، تحت هدایت مسکو، مانند بهمن بر سرش هموار خواهد شد، یا لهستان را دوباره احیا خواهد کرد و نتیجتاً، بیست میلیون قهرمان بین اروپا و آسیا خواهد بود که فرصت تنفسی برای دستیابی به نو شدن اجتماعی به اروپا خواهد داد.
مارکس همچنین از استقلال ایرلند حمایت می‌کرد. در سال ۱۸۶۷، او به انگلس نوشت: «من فکر می‌کردم جدایی ایرلند از انگلیس غیرممکن است. اکنون فکر می‌کنم اجتناب‌ناپذیر است. طبقه کارگر انگلیس تا زمانی‌که از شر ایرلند خلاص نشود، موفق نخواهد شد چیزی به دست آورد. ارتجاع انگلیسی‌ها در انگلیس ریشه… در حکومتشان بر ایرلند دارد.»
مارکس مدتی را در الجزایر فرانسه که در سال ۱۸۳۰ مستعمره فرانسه شده بود، سپری کرد و توانست زندگی روزمره در آفریقای شمالی استعماری را از نزدیک مشاهده کند. او دربارهٔ سیستم قضائی مستعمراتی نوشت که «نوعی شکنجه برای گرفتن اعتراف از اعراب استفاده می‌شود (و این به‌طور «منظم» اتفاق می‌افتد) و معمولاً برعهده «پلیس» است (مانند انگلیسی‌ها در هند). قاضی وانمود می‌کند که هیچ چیز در این باره نمی‌داند.» مارکس از تکبر بسیاری از مستعمره‌نشینان اروپایی در الجزایر شگفت‌زده شده بود و در نامه‌ای نوشت: «هنگامی که یک استعمارگر اروپایی در میان «نژادهای پست‌تر» زندگی می‌کند، چه به‌عنوان یک مستعمره‌نشین و چه در زمان انجام شغلی، به گونه‌ای رفتار می‌کند که گویی حتی از ویلهلم اول (پادشاه پروس) خوش‌تیپ هم مصونیت بیشتری دارد. با این وجود، وقتی صحبت از تکبر عریان در برابر «نژادهای پست‌تر» می‌شود، فرانسوی‌ها به پای انگلیسی‌ها و هلندی‌ها نمی‌رسند.»
به گفته دانشنامه فلسفه استنفورد، «تحلیل مارکس از استعمار به‌عنوان یک نیروی مترقی که مدرنیزاسیون را به جامعه فئودالی عقب‌مانده می‌آورد، به توجیه‌تراشی برای سلطه خارجی شباهت دارد. با این حال، نظر او دربارهٔ سلطه بریتانیا بر هند حاوی همان احساس دوگانه‌ای است که او نسبت به کاپیتالیسم در اروپا دارد. مارکس در هر دو مورد رنج عظیمی که در جریان گذار از جامعه فئودالی به جامعه بورژوایی به وجود آمده را می‌پذیرد اما در عین حال اصرار دارد که گذار هم ضروری و هم مترقی است. او اعتقاد داشت که نفوذ تجارت خارجی باعث انقلابی اجتماعی در هند خواهد شد.»
مارکس در مقاله‌ای به تاریخ ژوئن ۱۸۵۳ در نیویورک هرالد تریبون در ربط با حکومت استعماری بریتانیا بر هند می‌نویسد:
هیچ تردیدی نمی‌تواند باقی بماند که بدبختی تحمیل شده بر هندوستان از سوی بریتانیایی‌ها، نوعی متفاوت و بی‌نهایت شدیدتر از آنچه قبلاً هندوستان از آن رنج می‌برد، است. انگلیس تمام چارچوب جامعه هند را واژگون کرده است و هنوز هیچ نشانی از بازسازی دیده نمی‌شود… [اما] نباید فراموش کنیم که آن جوامع روستایی که در ظاهر بی‌آزار به نظر می‌رسند، همیشه پایه استواری برای استبداد شرقی بوده‌اند و ذهن انسان را در کوچک‌ترین حصار ممکن محدود کرده‌اند تا نتواند در برابر خرافات مقاومت کند.

## زندگی شخصی

### خانواده

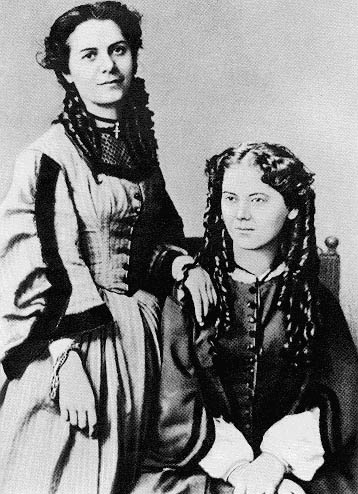
همه دختران مارکس مانند مادرشان، جنی فون وستفالن، جنی نامیده شدند.

کارل مارکس و جنی فون وستفالن هفت فرزند داشتند ولی بنابه دلایلی از جمله شرایط بد زندگیشان در لندن، فقط سه نفرشان تا بزرگسالی زنده ماندند. این هفت فرزند عبارت‌اند از جنی کارولین (۱۸۴۴–۱۸۸۳)، جنی لورا (۱۸۴۵–۱۹۱۱)، ادگار (۱۸۴۷–۱۸۵۵)، هنری ادوآرد گای (۱۸۴۹–۱۸۵۰)، جنی ایولن فرانسیس (فرانتسیزکا؛ ۱۸۵۱–۱۸۵۲)، جنی جولیا النور (۱۸۵۵–۱۸۹۸) و فرزند دیگری که قبل از نام‌گذاری درگذشت (ژوئیه ۱۸۵۷). ادعاهایی وجود دارد که مارکس همچنین از خدمتکار خانه‌اش، هلن دموث، صاحب پسری به نام فردی شد. با این وجود، مطابق گفته ترل کارور، برای اثبات این ادعا اسناد کافی موجود نیست.
مارکس معمولاً از نام مستعار استفاده می‌کرد؛ مثلاً هنگام اجاره خانه یا آپارتمانی جدید. او قصد داشت پیگیری رد خود را برای مقامات دشوارتر کند. هنگامی که در پاریس بود، خود را «مسیو رامبو» می‌نامید، در حالی که در لندن نامه‌های خود را به نام «ا. ویلیامز» امضا می‌کرد. دوستانش به دلیل رنگ تیره چهره و موهای فرفری سیاهش او را «مورو» می‌خواندند، در حالی که خود او از فرزندانش می‌خواست «نیک پیر» یا «چارلی» صدایش کنند. مارکس همچنین به دوستان و خانواده‌اش نیز القاب و نام مستعار می‌داد. او فریدریش انگلس را «ژنرال»، خانه‌دارش هلن را «لنچن» یا «نیم»، دختر بزرگش را «کویی کویی، امپراتور چین» و دختر دومش را «کاکادو» یا «هوتنتوت» خطاب می‌کرد.

### سلامتی
مارکس تا قبل از پیوستن به باشگاه میخانه تری‌یر الکل می‌نوشید، اما پس از آن میزان نوشیدنش افزایش پیدا کرد و تا آخر عمر نیز به همین منوال بود. او به‌طور کلی از مشکلات سلامتی (که خود «بدبختی زندگی» توصیفشان می‌کرد) رنج می‌برد. محققان مختلفی در این باب تحقیق کرده‌اند. ورنر بلومنبرگ، از زندگی‌نامه‌نویسان او، وخامت سلامت مارکس را ناشی از مشکلات کبدی و صفراوی می‌داند که در ۱۸۴۹ داشت و نه تنها هرگز بهبود پیدا نکرد، بلکه به خاطر سبک نامناسب زندگی، وخیم‌تر هم شد. این حملات اغلب با سردرد، التهاب چشم، نورالژی در سر و دردهای روماتیسمی همراه بودند. اختلال عصبی وخیم مارکس در سال ۱۸۷۷ او را برای مدت مدیدی به بی‌خوابی دچار کرد. مارکس تلاش می‌کرد با مصرف مواد مخدر با آن مبارزه کند اما بیماری او با کار زیاد شبانه و رژیم غذایی نادرست تشدید شد. مارکس علاقه زیادی به غذاهای ادویه‌دار، ماهی دودی، خاویار و خیارشور داشت که «هیچ‌کدام برای بیماران کبدی مفید نیستند.» او همچنین شراب و مشروبات الکلی را دوست داشت و مقدار زیادی سیگار — که به دلیل مشکلات مالی، اغلب بی‌کیفیت بودند — می‌کشید. از سال ۱۸۶۳، مارکس از جوش زیاد — که در بیماران کبدی شایع است و می‌تواند از مشکل یکسانی ناشی شود — می‌نالید. آبسه‌های او به اندازه‌ای مشکل‌آفرین بودند که مارکس نمی‌توانست درست بنشیند یا درست کار کند. به گفته بلومنبرگ، کج‌خلقی مارکس اغلب در بیماران کبدی دیده می‌شود:
بیماری مشخصه‌های خاصی را در شخصیت او پررنگ‌تر می‌کرد. استدلال‌هایش در بحث‌ها بُرنده بود، هجو گزنده‌اش حتی در زمان توهین کنار گذاشته نمی‌شد، و عباراتی که به کار می‌برد می‌توانست بی‌ادبانه و بی‌رحمانه باشد. هر چند به‌طور کلی مارکس به نزدیک‌ترین دوستانش چشم‌بسته ایمان داشت، اما شخصاً گله می‌کرد که گاهی اوقات حتی نسبت به آن‌ها نیز بی‌اعتماد و بی‌انصاف است. نظرات و آرای او، نه فقط در مورد دشمنان بلکه حتی در مورد دوستان، گاه چنان تند بود که حتی افرادی که حساسیت کمتری داشتند نیز ممکن بود آن‌ها را توهین‌آمیز بیابند… شاید تعداد معدودی بوده باشند که او این‌گونه از ایشان انتقاد نکرده باشد… حتی انگلس نیز از این امر مستثنی نبود.
به گفته جی.ای. سیگل، مورخ، ممکن است مارکس در اواخر نوجوانی خود به ذات‌الریه یا ذات‌الجنب مبتلا شده‌باشد، مرضی که اثرات آن منجر به معافیت او از خدمت نظامی در ارتش پروس شد. مارکس در سال‌های پایانی زندگی در حالی که مشغول کار بر روی سرمایه (که آن را به اتمام نرساند) بود، به سه بیماری دچار شد؛ یک بیماری کبدی احتمالاً ارثی که در نتیجه کار زیاد، رژیم غذایی نامناسب و کمبود خواب تشدید می‌شد، التهاب چشم در اثر کار زیاد در شب و بیماری سوم، کفگیرک یا جوش زیاد که «احتمالاً به دلیل ضعف جسمی عمومی ایجاد شده بود که خصیصه‌های مختلف سبک زندگی مارکس – الکل، تنباکو، رژیم غذایی نامناسب و کم‌خوابی – در آن سهیم بوده‌اند. انگلس اغلب به مارکس توصیه می‌کرد این رژیم خطرناک را تغییر دهد.» سیگل در تز خود احساس گناه در مورد خودپرستی که پدر مارکس به او القا کرده را سبب سبک زندگی مارکس می‌داند.

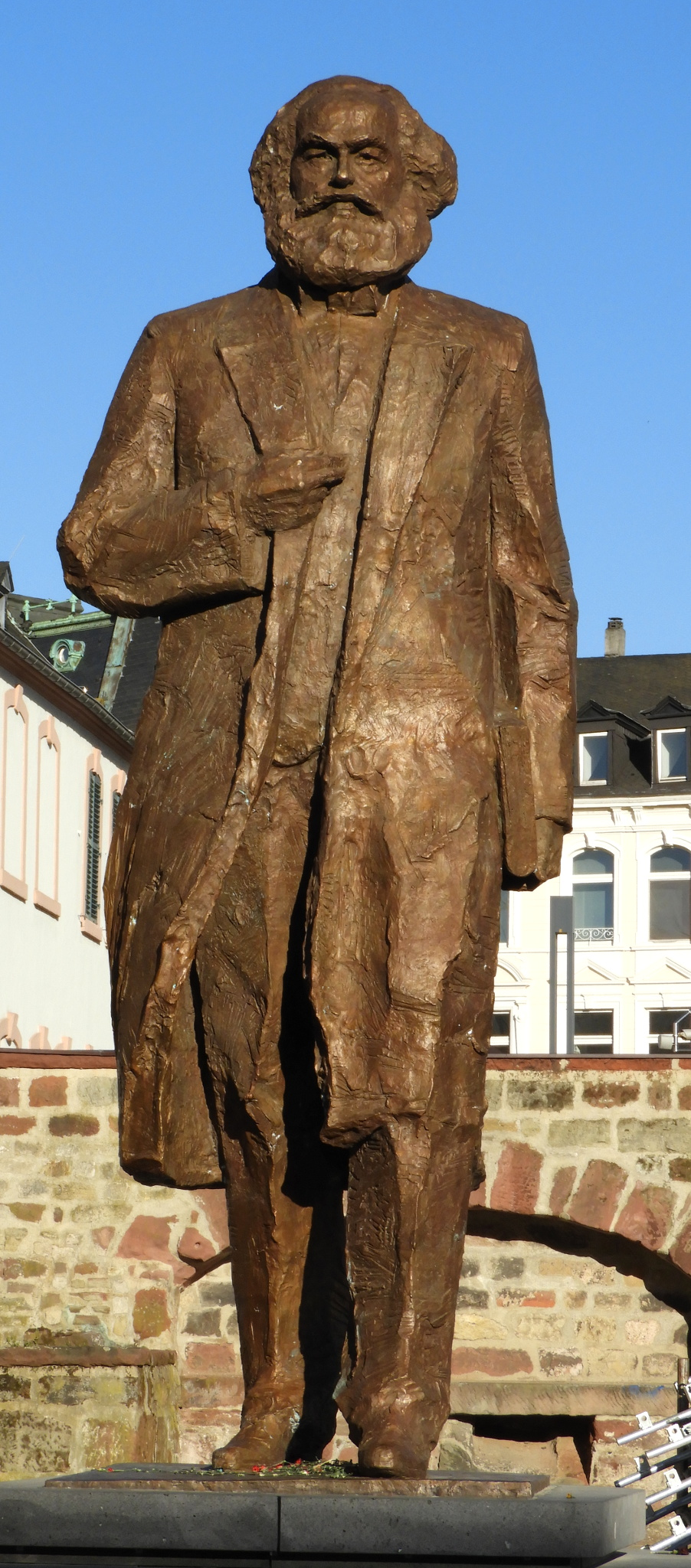
مجسمه مارکس در زادگاهش تری‌یر

در سال ۲۰۰۷، پزشک پوست سم شوستر از دانشگاه نیوکاسل دربارهٔ بیماری پوستی مارکس تشخیصی گذشته‌نگر انجام داد. از نظر شوستر، محتمل‌ترین تشخیص آن بود که مارکس نه از بیماری کبدی، بلکه از هیدرآدنیت چرکی رنج می‌برده است. این بیماری که تا سال ۱۹۳۳ در ادبیات پزشکی انگلیس توصیف نشده بود (از این رو پزشکان مارکس دربارهٔ آن نمی‌دانستند)، می‌تواند باعث ایجاد درد مفصل (که ممکن است اشتباهاً به‌عنوان اختلال روماتیسمی تشخیص داده شود) و درد چشم شود. شوستر در تشخیص گذشته‌نگر که بعد از مرگ انجام می‌شود، از منابع اولیه بهره برد: نامه‌های مارکس که در مجموعه ۵۰ جلدی مجموعه‌آثار مارکس/انگلس منتشر شده است. در آن نامه‌ها، «گرچه ضایعات پوستی توسط مارکس، همسرش و پزشکانش «کورک»، «جوش» و «کفگیرک» نامیده می‌شدند، اما بیش از اندازه پایدار، مکرر، مخرب و در محل‌های مشخصی بودند» که چنین تشخیص داده شوند. محل «جوش‌ها» به‌طور مکرر در زیر بغل، کشاله ران، مقعد، اندام جنسی (آلت تناسلی و کیسه بیضه) و قسمت داخلی ران‌ها ذکر شده‌اند. پروفسور شوستر ادعا کرد که این مرض «امروزه می‌تواند به‌طور قطعی تشخیص داده شود.»
شوستر در ادامه با در نظر گرفتن اثرات بالقوه روانی‌اجتماعی این بیماری، اضافه کرد که پوست عضوی ارتباطی است و هیدرآدنیت چرکی می‌تواند باعث ایجاد پریشانی‌های روانی مثل بیزاری و انزجار از چهره، خوی و سلامتی خود شود که شوستر «شواهد بسیار» از چنین احساساتی در مکاتبات مارکس یافته است. شوستر در ادامه سؤالی مطرح می‌کند که آیا تأثیرات ذهنی این بیماری بر آثار مارکس نیز اثرگذار بود یا حتی به او در شکل‌دهی نظریه ازخودبیگانگی یاری رساند؟

## میراث
اندیشه‌های کارل مارکس تأثیر عمیقی بر سیاست و اندیشه جهان گذاشته است. غالباً در باب تفسیر نوشته‌های او و اعمال مفاهیم مدنظرش در دنیای امروز بین پیروان او مباحثاتی وجود داشته است. گرایش‌های متعدد فکری در مورد تفکرات مارکس اختلاف نظر دارند و هر یک خود را دقیق‌ترین مفسر مارکس می‌دانند. در حوزه سیاسی، این گرایش‌ها شامل لنینیسم، مارکسیسم–لنینیسم، تروتسکیسم، مائوئیسم، لوکزامبورگیسم و مارکسیسم لیبرترین است. جریان‌های مختلفی نیز، اغلب تحت تأثیر دیدگاه‌های دیگر، در مارکسیسم دانشگاهی به وجود آمده که مارکسیسم ساختارگرا، مارکسیسم تاریخی، مارکسیسم پدیدارشناسانه، مارکسیسم تحلیلی و مارکسیسم هگلی از مهم‌ترین‌هایشان هستند. از منظر دانشگاهی، مارکس در تولد جامعه‌شناسی مدرن نقش داشته است. از او در کنار فریدریش نیچه و زیگموند فروید به‌عنوان یکی از سه استاد قرن نوزدهمی «مکتب سوءظن»، و در کنار امیل دورکیم و ماکس وبر به‌عنوان سه معمار اصلی علوم اجتماعی مدرن نام برده می‌شود. برخلاف دیگر فلاسفه، مارکس نظریه‌هایی ارائه کرد که غالباً می‌شود آن‌ها را با روش علمی آزمود. در پی سکولاریزاسیون اروپا و پیشرفت‌های جدید فلسفه تاریخ و علم، مارکس و اگوست کنت درصدد شکل‌دهی به ایدئولوژی‌هایی برآمدند که از نظر علمی قابل توجیه باشد و مارکس که از مکتب هگلی بود، در تلاش برای ایجاد «علم جامعه»، اثبات‌گرایی جامعه‌شناختی کنتی را رد کرد. کارل لویت مارکس و سورن کی‌یرکگور را بزرگ‌ترین جانشینان فلسفی هگل می‌دانست. در نظریه جامعه‌شناسی مدرن، جامعه‌شناسی مارکسیستی یکی از مکاتب کلاسیک اصلی شناخته می‌شود. آیزایا برلین مارکس را مؤسس واقعی جامعه‌شناسی مدرن به حساب می‌آورد. علاوه بر علوم اجتماعی، کارل مارکس همچنین در فلسفه، ادبیات، هنر و علوم انسانی نیز میراث ماندگاری به جا گذاشته است. در آغاز قرن ۲۱، مارکس در نظرسنجی بی‌بی‌سی برای انتخاب بزرگ‌ترین فیلسوف هزاره دوم، با فاصله بسیار در جایگاه نخست قرار گرفت.
امروزه جامعه‌شناسان مارکسیست کماکان نظرات کلی مارکس در ربط با جامعه و اقتصاد سیاسی را قبول دارند و از آن پیروی می‌کنند. تلاش اصلی آنان بر اعمال نگاهی مارکسیستی بر جوامع صنعتی که از زمان مارکس دستخوش تغییر شده‌اند، است و از شیوه‌های جدید علوم اجتماعی برای تصدیق اصول مارکسیستی نیز بهره می‌برند. نظریه‌پردازان اجتماعی قرون ۲۰ و ۲۱ دو راهبرد اساسی را در واکنش به مارکس در پیش گرفتند. گروه اول، تفکرات او را به هسته تحلیلی تقلیل داده‌اند که به مارکسیسم تحلیلی مشهور است. شیوه دوم و متداول‌تر تأکید بر «خودمختاری نسبی» جنبه‌های اجتماعی و اقتصادی زندگی است که ارتباط مستقیمی به برداشت مارکس از تعامل میان توسعه «نیروهای تولید» و جایگزینی یک مرحله «مناسبات تولیدی» با دیگری ندارد. این نظریه‌ای نئومارکسیستی است که مورخانِ متأثر از نظریه اجتماعی مارکس، نظیر ادوارد پالمر تامپسون، اریک هابسبام و آنتونیو گرامشی از آن پیروی می‌کنند. تفکرات مارکس همچنین تأثیر عمیقی بر هنرمندان و تاریخ هنر پس از خود گذاشت.
از نظر سیاسی، میراث مارکس پیچیده‌تر است. در طول قرن ۲۰، انقلاب‌هایی در ده‌ها کشور مختلف خود را «مارکسیست» نامیدند — که مهم‌ترین آن‌ها انقلاب روسیه که منجر به تأسیس اتحاد جماهیر شوروی شد، است. رهبران مهم جهان از جمله ولادیمیر لنین، مائو زدونگ، فیدل کاسترو، سالوادور آلنده، یوسیپ بروز تیتو، قوام نکرومه، جواهر لعل نهرو، نلسون ماندلا، شی جین پینگ، ژان کلود یونکر، توما سانکارا و غیره از مارکس به‌عنوان یکی از تأثیرگذاران بر افکار و مواضع خود نام برده‌اند. علاوه بر مکان‌هایی که انقلاب‌های مارکسیستی اتفاق افتاد، تفکرات مارکس بر احزاب سیاسی جهان هم اثرگذار بوده است. در کشورهایی که مدعی پیوند با مارکسیسم بوده‌اند، برخی از وقایع منجر به ملامت مارکس بابت «مرگ میلیون‌ها نفر» از سوی مخالفان سیاسی شده است، هر چند وفاداری انقلابیون، رهبران و احزاب موردنظر به آثار مارکس مورد تردید بوده و حتی، از جمله توسط بسیاری از مارکسیست‌ها، رد شده است. در حال حاضر تمایز قائل‌شدن میان میراث و تأثیرات مارکس و میراث و تأثیرات آنان که از تفکرات او برای اهداف سیاسی استفاده کرده‌اند، امری معمول است. به گفته اندرو لیپو، مارکس و همکارش فریدریش انگلس «مؤسسان سوسیالیسم دمکراتیک انقلابی مدرن» هستند.
مارکس تا به امروز مهم و مناقشه‌برانگیز باقی مانده است. در مه ۲۰۱۸، به مناسبت دویستمین سالگرد تولد مارکس، مجسمه‌ای ۴٫۵ متری از او که توسط وو ویشان، مجسمه‌ساز برجسته چینی، طراحی و از سوی دولت چین اهدا شده بود، در زادگاهش تری‌یر رونمایی شد. ژان کلود یونکر، رئیس کمیسیون اروپا، از یادمان مارکس دفاع کرد و گفت امروز مارکس «بابت مسائلی سرزنش می‌شود که مسئولیتی متوجه او نیست و او مسبب آن‌ها نبوده است زیرا از نوشته‌هایش برداشت اشتباهی شده است.» در سال ۲۰۱۷، فیلمی سینمایی به نام کارل مارکس جوان، با حضور شخصیت‌هایی چون مارکس، همسرش جنی مارکس، انگلس و دیگر انقلابیون و روشنفکران قبل از انقلاب‌های ۱۸۴۸، اکران شد که هم به دلیل صحت تاریخی و هم به دلیل نمایش زندگی فکری مارکس با نقدهای مثبتی مواجه شد.

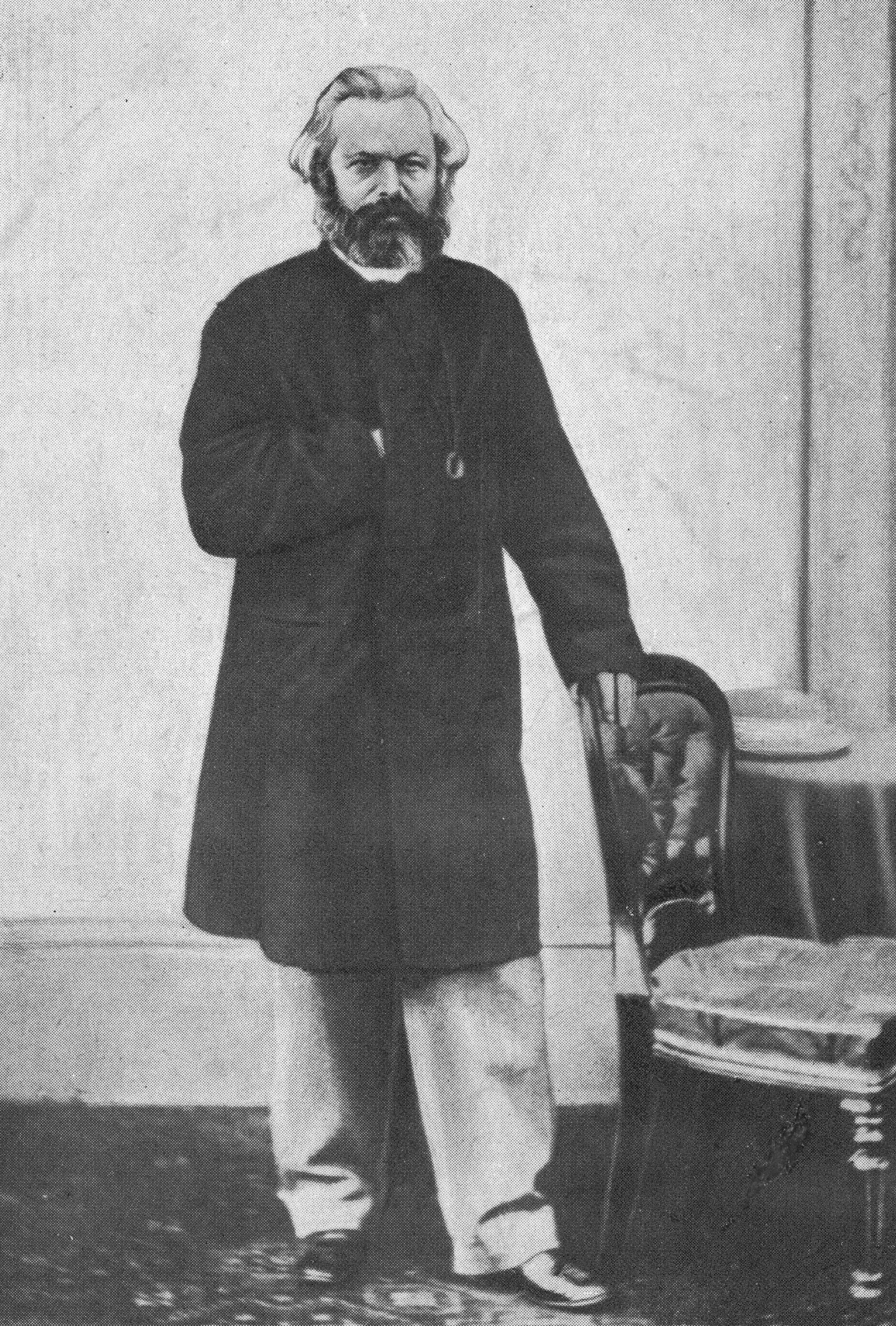
کارل مارکس در سال ۱۸۶۶
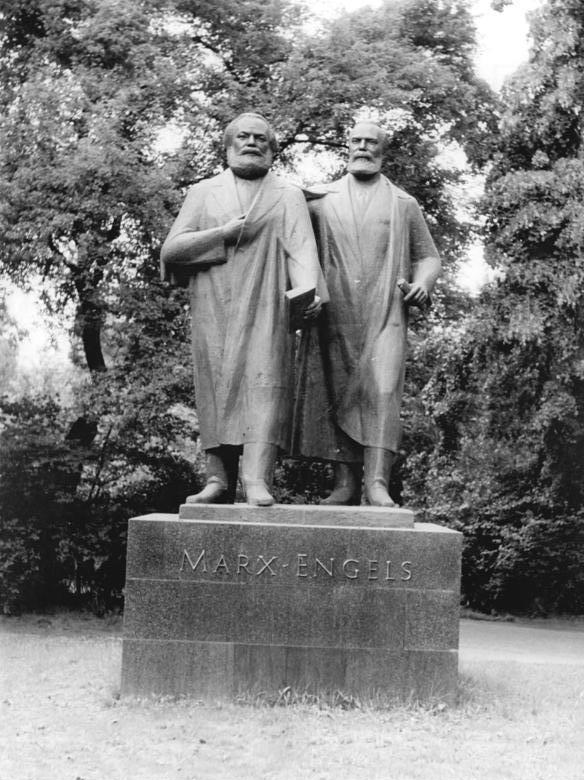
مجسمه کارل مارکس

### ارجاع‌ها
1. ↑  "Letter from Karl Marx accepting membership of the Society 1862". انجمن سلطنتی هنر. Archived from the original on 16 April 2018. Retrieved 19 August 2022.
2. ↑  (Nicolaievsky و Maenchen-Helfen 1976، ص. 7); (Wheen 2001، صص. 8, 12); (McLellan 2006، ص. 1).
3. ↑  (Nicolaievsky و Maenchen-Helfen 1976، صص. 4–5); (Wheen 2001، صص. 7–9, 12); (McLellan 2006، صص. 2–3).
4. ↑  Carroll, James (2002). Constantine's Sword: The Church and the Jews – A History (به انگلیسی). Houghton Mifflin Harcourt. p. 419. ISBN 978-0-547-34888-9.
5. ↑  (Nicolaievsky و Maenchen-Helfen 1976، صص. 4–6); (McLellan 2006، صص. 2–4).
6. ↑  Wheen 2001. pp. 12–13.
7. ↑  (Wilde و Fraser 2011، صص. 4)
8. ↑  (Nicolaievsky و Maenchen-Helfen 1976، صص. 5, 8–12); (Wheen 2001، ص. 11); (McLellan 2006، صص. 5–6).
9. ↑  (Nicolaievsky و Maenchen-Helfen 1976، ص. 7); (Wheen 2001، ص. 10); (McLellan 2006، ص. 7).
10. ↑  (Wheen 2001، chpt. 6)
11. ↑  (Nicolaievsky و Maenchen-Helfen 1976، ص. 12); (Wheen 2001، ص. 13).
12. ↑  (McLellan 2006، ص. 7).
13. ↑  Karl Marx: Dictionary of National Biography. Volume 37. Oxford University Press. 2004. pp. 57–58. ISBN 978-0-19-861387-9.
14. ↑  (Nicolaievsky و Maenchen-Helfen 1976، صص. 12–15); (Wheen 2001، ص. 13); (McLellan 2006، صص. 7–11).
15. ↑  (Wilde و Fraser 2011، صص. 4)
16. ↑  (Nicolaievsky و Maenchen-Helfen 1976، صص. 15–16); (Wheen 2001، ص. 14); (McLellan 2006، ص. 13).
17. ↑  (Wheen 2001، ص. 15).
18. ↑  (Nicolaievsky و Maenchen-Helfen 1976، ص. 20); (McLellan 2006، ص. 14).
19. ↑  (Wheen 2001، ص. 16); (McLellan 2006، ص. 14).
20. ↑  (Nicolaievsky و Maenchen-Helfen 1976، صص. 21–22); (McLellan 2006، ص. 14).
21. ↑  (Nicolaievsky و Maenchen-Helfen 1976، ص. 22); (Wheen 2001، صص. 16–17); (McLellan 2006، ص. 14).
22. ↑  (Nicolaievsky و Maenchen-Helfen 1976، صص. 23–30); (Wheen 2001، صص. 16–21, 33); (McLellan 2006، صص. 15, 20).
23. ↑  (Nicolaievsky و Maenchen-Helfen 1976، صص. 70–71); (Wheen 2001، صص. 52–53); (McLellan 2006، صص. 61–62).
24. ↑  (Nicolaievsky و Maenchen-Helfen 1976، ص. 31); (McLellan 2006، ص. 15).
25. ↑  (McLellan 2006، ص. 21)
26. ↑  (Nicolaievsky و Maenchen-Helfen 1976، ص. 33); (McLellan 2006، ص. 21).
27. ↑  (Nicolaievsky و Maenchen-Helfen 1976، صص. 32–34); (Wheen 2001، صص. 21–22); (McLellan 2006، صص. 21–22).
28. ↑  (Nicolaievsky و Maenchen-Helfen 1976، صص. 34–38); (Wheen 2001، ص. 34); (McLellan 2006، صص. 25–27).
29. ↑  (Nicolaievsky و Maenchen-Helfen 1976، صص. 44,69–70); (McLellan 2006، صص. 17–18).
30. ↑  (Sperber 2013، صص. 55–56).
31. ↑  (Nicolaievsky و Maenchen-Helfen 1976، ص. 33); (McLellan 2006، صص. 18–19)
32. ↑  (Nicolaievsky و Maenchen-Helfen 1976، ص. 33); (Wheen 2001، صص. 25–26).
33. ↑  Marx's thesis was posthumously published in the Collected Works of Karl Marx and Frederick Engels: Volume 1 (New York: International Publishers, 1975) pp. 25–107.
34. ↑  (Wheen 2001، ص. 32).
35. ↑  (Nicolaievsky و Maenchen-Helfen 1976، ص. 45); (Wheen 2001، ص. 33); (McLellan 2006، صص. 28–29, 33).
36. ↑  "Classics: Karl Marx". Willamette University. Archived from the original on 16 April 2020. Retrieved 31 August 2020.
37. ↑  (Nicolaievsky و Maenchen-Helfen 1976، صص. 38–45); (Wheen 2001، ص. 34); (McLellan 2006، صص. 32–33, 37).
38. ↑  (Nicolaievsky و Maenchen-Helfen 1976، ص. 49); (McLellan 2006، ص. 33).
39. ↑  (Nicolaievsky و Maenchen-Helfen 1976، صص. 50–51); (Wheen 2001، صص. 34–36, 42–44); (McLellan 2006، صص. 35–47).
40. ↑  (Nicolaievsky و Maenchen-Helfen 1976، ص. 57); (Wheen 2001، ص. 47); (McLellan 2006، صص. 48–50).
41. ↑  (Nicolaievsky و Maenchen-Helfen 1976، صص. 60–61); (Wheen 2001، صص. 47–48); (McLellan 2006، صص. 50–51).
42. ↑  (Wilde و Fraser 2011، صص. ۵)
43. ↑  (Nicolaievsky و Maenchen-Helfen 1976، صص. 68–69, 72); (Wheen 2001، ص. 48); (McLellan 2006، صص. 59–61)
44. ↑  (Nicolaievsky و Maenchen-Helfen 1976، صص. 77–79); (Wheen 2001، صص. 62–66); (McLellan 2006، صص. 73–74, 94).
45. ↑  (Nicolaievsky و Maenchen-Helfen 1976، ص. 72); (Wheen 2001، صص. 64–65); (McLellan 2006، صص. 71–72).
46. ↑  (McLellan 2006، صص. 65–70, 74–80).
47. ↑  (Wilde و Fraser 2011، صص. ۵)
48. ↑  (Nicolaievsky و Maenchen-Helfen 1976، صص. 72, 75–76); (Wheen 2001، ص. 65); (McLellan 2006، صص. 88–90).
49. ↑  (Wheen 2001، صص. 66–67, 112); (McLellan 2006، صص. 79–80).
50. ↑  (Wheen 2001، ص. 90).
51. ↑  Mansel, Philip: Paris Between Empires, p. 390 (St. Martin Press, NY) 2001
52. ↑  Frederick Engels, "The Condition of the Working Class in England", contained in the Collected Works of Karl Marx and Frederick Engels: Volume 4 (International Publishers: New York, 1975) pp. 295–596.
53. 1 2 3  T.B. Bottomore (1991). A Dictionary of Marxist thought. Wiley-Blackwell. pp. 108–. ISBN 978-0-631-18082-1. Archived from the original on 22 June 2013. Retrieved 5 March 2011.
54. ↑  P.N. Fedoseyev, Karl Marx: A Biography (Progress Publishers: Moscow, 1973) p. 82.
55. ↑  Wheen 2001. pp. 85–86.
56. ↑  Karl Marx, "The Holy Family", contained in the Collected Works of Karl Marx and Frederick Engels: Volume 4, pp. 3–211.
57. 1 2  Several authors elucidated this long neglected crucial turn in Marx's theoretical development, such as Ernie Thomson in The Discovery of the Materialist Conception of History in the Writings of the Young Karl Marx, New York, The Edwin Mellen Press, 2004; for a short account see Max Stirner, a durable dissident بایگانی‌شده  در ۱۸ مه ۲۰۰۶ توسط Wayback Machine
58. ↑  P.N. Fedoseyev, et al. Karl Marx: A Biography, p. 63.
59. ↑  Isaiah Berlin, Karl Marx: His Life and Environment (Oxford University Press: London, 1963) pp. 90–94.
60. ↑  P.N. Fedoseyev et al., Karl Marx: A Biography (Progress Publishers: Moscow, 1973) p. 62.
61. ↑  Larisa Miskievich, "Preface" to Volume 28 of the Collected Works of Karl Marx and Frederick Engels (International Publishers: New York, 1986) p. xii
62. ↑  Karl Marx, Collected Works of Karl Marx and Frederick Engels: Volume 35, Volume 36 and Volume 37 (International Publishers: New York, 1996, 1997 and 1987).
63. ↑  Isaiah Berlin, Karl Marx: His Life and Environment, pp. 35–61.
64. ↑  P.N. Fedoseyev, et al. , Karl Marx: A Biography, p. 62.
65. ↑  Note 54 contained on p. 598 in the Collected Works of Karl Marx and Frederick Engels: Volume 3.
66. ↑  Karl Marx, "Economic and Philosophical Manuscripts of 1844" Collected Works of Karl Marx and Frederick Engels: Volume 3 (International Publishers: New York, 1975) pp. 229–346.
67. 1 2 3 4 5 6 7 8 9 10 11 12 13 14  "Karl Marx". Karl Marx – Stanford Encyclopaedia of Philosophy. Metaphysics Research Lab, Stanford University. 2017. Archived from the original on 8 February 2012. Retrieved 28 May 2005.. First published Tue 26 August 2003; substantive revision Mon 14 June 2010. Retrieved 4 March 2011.
68. ↑  (Wilde و Fraser 2011، صص. 6)
69. ↑  P.N. Fedoseyev, Karl Marx: A Biography, p. 83.
70. ↑  Karl Marx, "Theses on Feuerbach", contained in the Collected Works of Karl Marx and Frederick Engels: Volume 5 (International Publishers: New York, 1976) pp. 3–14.
71. ↑  Karl Marx, "Theses on Feuerbach," contained in the Collected Works of Karl Marx and Frederick Engels: Volume 5, p. 8.
72. ↑  Doug Lorimer, in Friedrich Engels (1999). Socialism: utopian and scientific. Resistance Books. pp. 34–36. ISBN 978-0-909196-86-8. Archived from the original on 17 June 2013. Retrieved 7 March 2011.
73. 1 2 3  Wheen 2001. p. 90 بایگانی‌شده  در ۱۵ سپتامبر ۲۰۱۵ توسط Wayback Machine.
74. ↑  Heinrich Gemkow et al., Frederick Engels: A Biography (Verlag Zeit im Bild ["New Book Publishing House"]: Dresden, 1972) p. 101
75. ↑  Heinrich Gemkow, et al. , Frederick Engels: A Biography, p. 102.
76. ↑  Heinrich Gemkow, et al. , Frederick Engels: A Biography (Verlag Zeit im Bild [New Book Publishing House]: Dresden, 1972) p. 53
77. ↑  Heinrich Gemkow, et al. , Frederick Engels: A Biography, p. 78.
78. 1 2 3  P.N. Fedoseyev, et al. , Karl Marx: A Biography, p. 89.
79. ↑  Wheen 2001. p. 92.
80. ↑  Karl Marx and Frederick Engels, "German Ideology" contained in the Collected Works of Karl Marx and Frederick Engels: Volume 5 (International Publishers: New York, 1976) pp. 19–539.
81. ↑  P.N. Fedoseyev, et al. , Karl Marx: A Biography, pp. 96–97.
82. 1 2  Baird, Forrest E.; Walter Kaufmann (2008). From Plato to Derrida. Upper Saddle River, New Jersey: Pearson Prentice Hall. ISBN 978-0-13-158591-1.
83. ↑  Wheen 2001. p. 93.
84. ↑  See Note 71 on p. 672 of the Collected Works of Karl Marx and Frederick Engels: Volume 6 (International Publishers: New York, 1976).
85. ↑  Karl Marx, The Poverty of Philosophy contained in the Collected Works of Karl Marx and Frederick Engels: Volume 6(International Publishers: New York, 1976) pp. 105–212.
86. ↑  Wheen 2001. p. 107.
87. ↑  P.N. Fedoseyev, Karl Marx: A Biography (Progress Publishers, Moscow, 1973) p. 124.
88. ↑  Note 260 contained in the Collected Works of Karl Marx and Frederick Engels: Volume 11 (International Publishers: New York, 1979) pp. 671–72.
89. ↑  Note 260 contained in the Collected Works of Karl Marx and Frederick Engels: Volume 11, p. 672.
90. ↑  P.N. Fedoseyev,et al. , Karl Marx: A Biography, pp. 123–25.
91. ↑  P.N. Fedoseyev, et al, Karl Marx: A Biography, p. 125.
92. ↑  Frederick Engels, "Principles of Communism" contained in the Collected Works of Karl Marx and Frederick Engels: Volume 6 (International Publishers, New York, 1976) pp. 341–57.
93. ↑  Karl Marx and Frederick Engels, "The Communist Manifesto" contained in the Collected Works of Karl Marx and Frederick Engels: Volume 6, pp. 477–519.
94. ↑  Wheen 2001. p. 115.
95. ↑  Chris Shilling; Philip A Mellor (2001). The Sociological Ambition: Elementary Forms of Social and Moral Life. SAGE Publications. p. 114. ISBN 978-0-7619-6549-7. Archived from the original on 15 September 2015. Retrieved 27 June 2015.
96. ↑  (Wilde و Fraser 2011، صص. 60–62)
97. 1 2 3 4  Wheen 2001. p. 152.
98. ↑  Saul Kussiel Padover, Karl Marx, an intimate biography, McGraw-Hill, 1978, p. 205
99. 1 2 3  Wheen 2001. pp. 126–27.
100. 1 2  Maltsev; Yuri N. (1993). Requiem for Marx. Ludwig von Mises Institute. pp. 93–94. ISBN 978-1-61016-116-9. Archived from the original on 22 July 2011. Retrieved 9 March 2011.
101. ↑  David McLellan 1973 Karl Marx: His life and Thought. New York: Harper and Row. pp. 189–90
102. ↑  Felix, David (1982). "Heute Deutschland! Marx as Provincial Politician". Central European History. 15 (4): 332–50. doi:10.1017/S0008938900010621. ISSN 0008-9389. JSTOR 4545968.
103. ↑  Wheen 2001. p. 128.
104. ↑  Karl Marx and Frederick Engels, "Demands of the Communist Party" contained in the Collected Works of Karl Marx and Frederick Engels: Volume 7 (International Publishers: New York, 1977) pp. 3–6.
105. ↑  Wheen 2001. p. 129.
106. ↑  Wheen 2001. pp. 130–32.
107. ↑  Seigel, p. 50
108. 1 2  Doug Lorimer. Introduction. In Karl Marx. The Class Struggles in France: From the February Revolution to the Paris Commune. Resistance Books. p. 6. ISBN 978-1-876646-19-6. Archived from the original on 17 June 2013. Retrieved 9 March 2011.
109. 1 2  Wheen 2001. pp. 136–37.
110. 1 2 3  Boris Nicolaievsky (2007). Karl Marx – Man and Fighter. Read Books. pp. 192–. ISBN 978-1-4067-2703-6. Archived from the original on 22 June 2013. Retrieved 9 March 2011.
111. ↑  Slavko Splichal (2002). Principles of publicity and press freedom. Rowman & Littlefield. p. 115. ISBN 978-0-7425-1615-1. Archived from the original on 17 June 2013. Retrieved 9 March 2011.
112. 1 2  Franz Mehring (2003). Karl Marx: The Story of His Life. Psychology Press. pp. 19–20. ISBN 978-0-415-31333-9. Archived from the original on 16 June 2013. Retrieved 9 March 2011.
113. ↑  Gross, David M. (2014). 99 Tactics of Successful Tax Resistance Campaigns. Picket Line Press. pp. 76–77. ISBN 978-1-4905-7274-1.
114. ↑  Karl, Marx (2007).  James Ledbetter (ed.). Dispatches for the New York Tribune: Selected Journalism of Karl Marx. Penguin Books. ISBN 978-0-14-144192-4.
115. ↑  Wheen 2001. pp. 137–46.
116. ↑  Wheen 2001. pp. 147–48.
117. ↑  Peter Watson (2010). The German Genius: Europe's Third Renaissance, the Second Scientific Revolution, and the Twentieth Century. HarperCollins. pp. 250–. ISBN 978-0-06-076022-9. Archived from the original on 17 June 2013. Retrieved 9 March 2011.
118. 1 2  P.N. Fedoseyev, Karl Marx: A Biography, p. 233.
119. ↑  Wheen 2001. pp. 151–55.
120. ↑  Note 269 contained on p. 674 in the Collected Works of Karl Marx and Frederick Engels: Volume 11.
121. ↑  Wheen 2001. pp. 151–55.
122. ↑  Phil Harriss (2006). London Markets, 4th. New Holland Publishers. p. 20. ISBN 978-1-86011-306-2. Archived from the original on 20 June 2013. Retrieved 23 April 2011.
123. ↑  Note 269 on p. 674 of the Collected Works of Karl Marx and Frederick Engels: Volume 11.
124. ↑  Enrique D. Dussel; Fred Moseley (2001). Towards an unknown Marx: a commentary on the manuscripts of 1861–63. Psychology Press. pp. 33–. ISBN 978-0-415-21545-9. Archived from the original on 22 June 2013. Retrieved 9 March 2011.
125. 1 2 3 4 5 6  "Karl Heinrich Marx – Biography". Egs.edu. Archived from the original on 1 September 2010. Retrieved 9 March 2011.
126. ↑  Jonathan Sperber, Karl Marx: A Nineteenth-Century Life, p. 295.
127. 1 2  Kluger, Richard (1986). The Paper: The Life and Death of the New York Herald Tribune. New York: Alfred A. Knopf.
128. ↑  Karl, Marx (2007).  James Ledbetter (ed.). Dispatches for the New York Tribune: Selected Journalism of Karl Marx. Penguin Books. ISBN 978-0-14-144192-4.
129. ↑  P.N. Fedoseyev, Karl Marx: A Biography, 274.
130. ↑  Michael Perelman: How Karl Marx Helped Shape the Republican Party  بایگانی‌شده  در ۲۱ اکتبر ۲۰۱۸ توسط Wayback Machine
131. ↑  Taken from a picture on p. 327 of the Collected Works of Karl Marx and Frederick Engels: Volume 11 (International Publishers: New York, 1979).
132. ↑  Karl Marx, "The Elections in England – Tories and Whigs" contained in the Collected Works of Karl Marx and Frederick Engels: Volume 11 (International Publishers: New York, 1979) pp. 327–32.
133. ↑  "Marx & Engels Collected Works, vol.41". 15 March 2017.
134. ↑  Richard Kluger, The Paper: The Life and Death of the New York Herald Tribune (Alfred A. Knopf Publishing, New York, 1986) p. 121.
135. ↑  (McLellan 2006، ص. 262)
136. ↑  Note 1 at p. 367 contained in the Collected Works of Karl Marx and Frederick Engels: Volume 19 (International Publishers: New York, 1984).
137. ↑  Karl Marx, "The Eighteenth Brumaire of Louis Napoleon" contained in the Collected Works of Karl Marx and Frederick Engels: Volume 11 (International Publishers: New York, 1979) pp. 99–197.
138. ↑  Karl Marx (2008). The 18th Brumaire of Louis Bonaparte. Wildside Press LLC. p. 141. ISBN 978-1-4344-6374-6. Archived from the original on 22 July 2011. Retrieved 9 March 2011.
139. ↑  John Cunningham Wood (1987). Karl Marx's economics: critical assessments. Psychology Press. p. 346. ISBN 978-0-415-06558-0. Archived from the original on 20 June 2013. Retrieved 16 March 2011.
140. 1 2 3  John Cunningham Wood (1993). Karl Marx's economics: critical assessments: second series. Taylor & Francis. p. 232. ISBN 978-0-415-08711-7. Archived from the original on 17 June 2013. Retrieved 16 March 2011.
141. 1 2  Sidney Hook (1994). From Hegel to Marx: studies in the intellectual development of Karl Marx. Columbia University Press. pp. 24–25. ISBN 978-0-231-09665-2. Archived from the original on 23 September 2011. Retrieved 16 March 2011.
142. 1 2  Ronald John Johnston (2000). The dictionary of human geography. Wiley-Blackwell. p. 795. ISBN 978-0-631-20561-6. Archived from the original on 16 June 2013. Retrieved 16 March 2011.
143. ↑  Richard T. De George; James Patrick Scanlan (1975). Marxism and religion in Eastern Europe: papers presented at the Banff International Slavic Conference, September 4–7, 1974. Springer. p. 20. ISBN 978-90-277-0636-2. Archived from the original on 17 June 2013. Retrieved 16 March 2011.
144. ↑  Jonathan Sperber, Karl Marx: A Nineteenth-Century Life, p. 320.
145. ↑  Jonathan Sperber, Karl Marx: A Nineteenth-Century Life, p. 347.
146. ↑  P.N. Fedoseyev et al., Karl Marx: A Biography, p. 345.
147. ↑  Boris Nicolaievsky (2007). Karl Marx – Man and Fighter. Read Books. pp. 269–. ISBN 978-1-4067-2703-6. Archived from the original on 16 June 2013. Retrieved 9 March 2011.
148. ↑  Bob Jessop; Russell Wheatley (1999). Karl Marx's social and political thought. Taylor & Francis US. p. 526. ISBN 978-0-415-19327-6. Archived from the original on 17 June 2013. Retrieved 9 March 2011.
149. ↑  Michael Curtis (1997). Marxism: the inner dialogues. Transaction Publishers. p. 291. ISBN 978-1-56000-945-0. Archived from the original on 16 June 2013. Retrieved 9 March 2011.
150. ↑  Karl Marx, "The Civil War in France" contained in the Collected Works of Karl Marx and Frederick Engels: Volume 22 (International Publishers: New York, 1986) pp. 307–59.
151. ↑  (Calhoun 2002، ص. 20)
152. ↑  Mab Segrest (2002). Born to belonging: writings on spirit and justice. Rutgers University Press. p. 232. ISBN 978-0-8135-3101-4. Archived from the original on 16 June 2013. Retrieved 9 March 2011.
153. ↑  Karl Marx, "Economic Manuscripts of 1857–1858" contained in the Collected Works of Karl Marx and Frederick Engels: Volume 28 (International Publishers: New York, 1986) pp. 5–537.
154. ↑  Karl Marx, "Economic Manuscripts of 1857–1858" contained in the Preparatory Materials section of the Collected Works of Karl Marx and Frederick Engels: Volume 29 (International Publishers: New York, 1987) pp. 421–507.
155. ↑  Karl Marx, "A Contribution to the Critique of Political Economy" contained in the Collected Works of Karl Marx and Frederick Engels: Volume 29, pp. 257–417.
156. ↑  P.N. Fedoseyev, Karl Marx: A Biography, p. 318.
157. ↑  Tom Rockmore (2002). Marx after Marxism: the philosophy of Karl Marx. John Wiley and Sons. p. 128. ISBN 978-0-631-23189-9. Archived from the original on 16 June 2013. Retrieved 9 March 2011.
158. ↑  Anthony Brewer; Karl Marx (1984). A guide to Marx's Capital. CUP Archive. p. 15. ISBN 978-0-521-25730-5. Archived from the original on 22 July 2011. Retrieved 9 March 2011.
159. ↑  See footnote No. 2 on the bottom of p. 360 in the Collected Works of Karl Marx and Frederick Engels: Volume 35.
160. 1 2 3 4 5 6  (Calhoun 2002، ص. 23)
161. ↑  Karl Marx, "Capital II: The Process of Circulation of Capital" embodying the whole volume of the Collected Works of Karl Marx and Frederick Engels: Volume 36 (International Publishers: New York, 1997).
162. ↑  Karl Marx, "Capital III: The Process of Capitalist Production as a Whole" embodying the whole volume of the Collected Works of Karl Marx and Frederick Engels: Volume 37 (International Publishers: New York, 1998).
163. ↑  Marx, Karl (1875). "Part I". Critique of the Gotha Program. Archived from the original on 26 December 2017. Retrieved 9 March 2011.
164. ↑  Karl Marx and Frederick Engels, Collected Works Volume 46 (International Publishers: New York, 1992) p. 71.
165. 1 2 3  Karl Marx and Frederick Engels, Collected Works Volume 46 (International Publishers: New York, 1992) p. 72.
166. ↑  K. Marx, First draft of letter to Vera Zasulich [1881]. In Marx-Engels 'Collected Works', Volume 24, p. 346.
167. ↑  Wheen 2001. p. 382 بایگانی‌شده  در ۹ سپتامبر ۲۰۱۵ توسط Wayback Machine.
168. 1 2 3 4 5 6 7  Stephen Jay Gould; Paul McGarr; Steven Peter Russell Rose (2007). The richness of life: the essential Stephen Jay Gould. W.W. Norton & Company. pp. 167–68. ISBN 978-0-393-06498-8. Retrieved 9 March 2011.
169. ↑  John Shepperd, 'Who was really at Marx's funeral?', in "Friends of Highgate Cemetery Newsletter ", April (2018), pp. 10–11.  بایگانی‌شده  در ۴ فوریه ۲۰۲۰ توسط Wayback Machine
170. ↑  'Dr Karl Marx', in The People, 25 March 1883, p.3.
171. ↑  'Dr Karl Marx' in 'The Graphic', 31 March 1883, pp. 319, 322
172. ↑  "1883: The death of Karl Marx". Marxists.org. Archived from the original on 4 January 2010. Retrieved 21 December 2009.
173. ↑  "Marx, Karl". probatesearchservice.gov. UK Government. 1883. Archived from the original on 7 August 2015. Retrieved 14 June 2020.
174. 1 2  Montefiore, Simon Sebag. "The Means of Reproduction". The New York Times. Archived from the original on 26 September 2011. Retrieved 25 September 2011.
175. ↑  "The posthumous life of Karl Marx, Highgate Cemetery". The London Dead. 7 July 2014. Archived from the original on 14 July 2015. Retrieved 14 July 2015.
176. 1 2 3  Wheen, Francis (2002). Karl Marx: A Life. New York: Norton. Introduction.
177. ↑  Hobsbawm 2011. pp. 3–4.
178. 1 2 3 4 5 6 7 8 9 10 11 12  (Calhoun 2002، صص. 120–23)
179. 1 2 3  Howard J. Sherman (1995). Reinventing marxism. JHU Press. p. 5. ISBN 978-0-8018-5077-6. Retrieved 7 March 2011.
180. ↑  Chattopadhyay, Paresh (2016). Marx's Associated Mode of Production: A Critique of Marxism. Springer. pp. 39–41.
181. ↑  Peter Beilharz (1992). Labour's Utopias: Bolshevism, Fabianism and Social Democracy. CUP Archive. p. 4. ISBN 978-0-415-09680-5. Archived from the original on 20 June 2013. Retrieved 7 March 2011.
182. 1 2 3 4 5 6 7 8 9 10 11 12  Barry Stewart Clark (1998). Political economy: a comparative approach. ABC-CLIO. pp. 57–59. ISBN 978-0-275-96370-5. Archived from the original on 20 June 2013. Retrieved 7 March 2011.
183. ↑  Eagleton, Terry Why Marx Was Right Yale University Press, 2011, p. 158
184. ↑  Seigel, Jerrold Marx's Fate Princeton University Press, 1978, pp. 112–19
185. 1 2  Mark Neocleous. "The Political Economy of the Dead: Marx's Vampires" (PDF). Archived (PDF) from the original on 12 April 2015. Retrieved 1 November 2013.
186. ↑  Levine, Norman (2006). Divergent Paths: The Hegelian foundations of Marx's method. Lexington Books. p. 223.
187. ↑  Jonathan Sperber, Karl Marx: A Nineteenth-Century Life, p. 144.
188. 1 2 3  (Calhoun 2002، صص. 23–24)
189. ↑  (Wilde و Fraser 2011، صص. ۱)
190. ↑  Annelien de Dijn, French Political Thought from Montesquieu to Tocqueville بایگانی‌شده  در ۱۵ سپتامبر ۲۰۱۵ توسط Wayback Machine, Cambridge University Press, 2008, p. 152.
191. ↑  Karl Marx. Capital: A Critique of Political Economy, vol. 1, trans. Samuel Moore and Edward Aveling (New York: Modem Library, 1906), 440.
192. ↑  Bertell Ollman (1973). Alienation: Marx's conception of man in capitalist society. CUP Archive. p. 81. ISBN 978-1-00-133135-5. Archived from the original on 22 June 2013. Retrieved 8 March 2011.
193. 1 2 3  See Marx K (1997). "Critique of Hegel's dialectic and philosophy in general". In K Marx, Writings of the Young Marx on Philosophy and Society (LD Easton & KH Guddat, Trans.), pp. 314–47. Indianapolis: Hackett Publishing Company, Inc. Original work published 1844.
194. 1 2  Marx K (1999). "The labour-process and the process of producing surplus-value". بایگانی‌شده  در ۱۸ اکتبر ۲۰۱۰ توسط Wayback Machine In K Marx, Das Kapital (Vol. 1, Ch. 7). Marxists.org. Retrieved 20 October 2010. Original work published 1867.
195. 1 2  See also Holland EW (2005). "Desire". In CJ Stivale (Ed.), Gilles Deleuze: Key Concepts, pp. 53–62. Montreal & Kingston: McGill-Queens University Press.
196. ↑  See also Lefever DM; Lefever JT (1977). "Marxian alienation and economic organisation: An alternate view". The American Economist(21)2, pp. 40–48.
197. ↑  (Wilde و Fraser 2011، صص. ۱۱۳–۱۱۵)
198. ↑  Karl Marx; Friedrich Engels (2009). The Communist Manifesto. Echo Library. p. 5. ISBN 978-1-4068-5174-8. Archived from the original on 12 September 2015. Retrieved 27 June 2015.
199. 1 2 3 4 5  (Calhoun 2002، ص. 22)
200. ↑  István Mészáros (2006). Marx's Theory of Alienation. Merlin Press. p. 96. ISBN 978-0-85036-554-2. Archived from the original on 16 June 2013. Retrieved 8 March 2011.
201. ↑  Étienne Balibar (1995). The philosophy of Marx. Verso. p. 56. ISBN 978-1-85984-951-4. Archived from the original on 17 June 2013. Retrieved 8 March 2011.
202. ↑  Leszek Kołakowski; Paul Stephen Falla (2005). Main currents of Marxism: the founders, the golden age, the breakdown. W.W. Norton & Company. p. 226. ISBN 978-0-393-06054-6. Archived from the original on 16 June 2013. Retrieved 8 March 2011.
203. ↑  Paul Hernadi (1989). The Rhetoric of interpretation and the interpretation of rhetoric. Duke University Press. p. 137. ISBN 978-0-8223-0934-5. Archived from the original on 16 June 2013. Retrieved 8 March 2011.
204. ↑  John B. Thompson (1990). Ideology and modern culture: critical social theory in the era of mass communication. Stanford University Press. pp. 37–38. ISBN 978-0-8047-1846-2. Archived from the original on 20 June 2013. Retrieved 8 March 2011.
205. ↑  Karl Marx: Introduction بایگانی‌شده  در ۱۲ مه ۲۰۱۹ توسط Wayback Machine to A Contribution to the Critique of Hegel's Philosophy of Right, in: Deutsch-Französische Jahrbücher, February 1844
206. ↑  Karl Marx; Joseph O'Malley (1977). Critique of Hegel's 'Philosophy of right'. CUP Archive. p. 131. ISBN 978-0-521-29211-5. Archived from the original on 17 June 2013. Retrieved 23 April 2011.
207. ↑  William H. Swatos; Peter Kivisto (1998). Encyclopedia of religion and society. Rowman Altamira. pp. 499–. ISBN 978-0-7619-8956-1. Archived from the original on 20 June 2013. Retrieved 8 March 2011.
208. ↑  Karl Marx (1864). Inaugural Address of the International Working Men's Association (Speech).
209. ↑  Karl Marx; Friedrich Engels (2009). The Communist Manifesto. Echo Library. p. 5. ISBN 978-1-4068-5174-8. Archived from the original on 12 September 2015. Retrieved 27 June 2015.
210. ↑  Karl Marx and Frederick Engels, "The Communist Manifesto", page 55, translation made by Samuel Moore in 1888
211. 1 2 3 4 5  Jonathan H. Turner (2005). Sociology. Pearson Prentice Hall. pp. 17–18. ISBN 978-0-13-113496-6. Archived from the original on 20 June 2013. Retrieved 9 March 2011.
212. ↑  Dennis Gilbert (2010). The American Class Structure in an Age of Growing Inequality. Pine Forge Press. pp. 6–. ISBN 978-1-4129-7965-8. Archived from the original on 16 June 2013. Retrieved 8 March 2011.
213. 1 2  Marx, K. and Engels, F. (1848).The Communist Manifesto بایگانی‌شده  در ۲ سپتامبر ۲۰۰۹ توسط Wayback Machine
214. ↑  Jon Elster (1985). Making sense of Marx. Cambridge University Press. p. 217. ISBN 978-0-521-29705-9. Archived from the original on 17 June 2013. Retrieved 23 April 2011.
215. ↑  La Liberté Speech بایگانی‌شده  در ۱۶ ژوئیه ۲۰۱۸ توسط Wayback Machine delivered by Karl Marx on 8 September 1872, in Amsterdam
216. 1 2 3 4  Kevin B. Anderson (2016). "Marx at the Margins: On Nationalism, Ethnicity, and Non-Western Societies". University of Chicago Press. pp. 49–239. شابک ‎۰−۲۲۶−۳۴۵۷۰-X
217. ↑  Cited in: B. Hepner, "Marx et la puissance russe," in: K. Marx, La Russie et l'Europe, Paris, 1954, p. 20. Originally published in Neue Rheinische Zeitung, no. 223, 16 February 1849.
218. ↑  Karl Marx and Friedrich Engels to the Chairman of the Slavonic Meeting, 21 March 1881. Source: Karl Marx and Frederick Engels, Selected Correspondence (Progress Publishers, Moscow, 1975).
219. ↑  Le Socialisme, 15 March 1908; Odbudowa Polski (Warsaw, 1910), pp. 119–23; Mysl Socjalistyczna, May 1908. From Karl Marx and Frederick Engels, The Russian Menace to Europe, edited by Paul Blackstock and Bert Hoselitz, and published by George Allen and Unwin, London, 1953, pp. 104–08.
220. ↑  "Karl Marx and the Irish بایگانی‌شده  در ۹ مه ۲۰۱۸ توسط Wayback Machine". The New York Times. December 1971.
221. 1 2 3  "Marx in Algiers". Al-Ahram. Archived from the original on 10 August 2018. Retrieved 10 August 2018.
222. ↑  "Colonialism". The Stanford Encyclopedia of Philosophy. 2017. Archived from the original on 11 June 2018. Retrieved 10 August 2018.
223. ↑  "Marx on India under the British". The Hindu. 13 June 2006. Archived from the original on 30 June 2018. Retrieved 10 August 2018.
224. ↑  Peter Singer (2000). Marx a very short introduction. p. 5. شابک ‎۰−۱۹−۲۸۵۴۰۵−۴
225. ↑  Francis Wheen (2000). Karl Marx. W.W. Norton and Company. p. 173.
226. ↑  Carver, Terrell (1991). "Reading Marx: Life and Works".  In Carver, Terrell (ed.). The Cambridge Companion to Marx. Cambridge, United Kingdom: Cambridge University Press. p. 11. ISBN 978-0-521-36694-6. Archived from the original on 16 June 2014. Retrieved 30 May 2014.
227. ↑  Holmes, Rachel. "Karl Marx: the drinking years". The Times. Retrieved 14 October 2017.(نیازمند آبونمان)
228. ↑  Blumenberg, 98.
229. ↑  Blumenberg, 100.
230. ↑  Blumenberg, 99–100.
231. ↑  Blumenberg, 98; Siegel, 494.
232. ↑  Seigel, 495–96.
233. ↑  Shuster, 1–2.
234. ↑  Shuster, 3.
235. 1 2 3  Heine Andersen; Lars Bo Kaspersen (2000). Classical and modern social theory. Wiley-Blackwell. pp. 123–. ISBN 978-0-631-21288-1. Archived from the original on 17 June 2013. Retrieved 9 March 2011.
236. ↑  "Marx the millennium's 'greatest thinker'". BBC News World Online. 1 October 1999. Archived from the original on 2 September 2017. Retrieved 23 November 2010.
237. ↑  Wheen, Francis (17 July 2005). "Why Marx is man of the moment" بایگانی‌شده  در ۱۸ ژوئیه ۲۰۰۵ توسط Wayback Machine. The Observer.
238. ↑  Kenneth Allan (2010). The Social Lens: An Invitation to Social and Sociological Theory. Pine Forge Press. p. 68. ISBN 978-1-4129-7834-7. Archived from the original on 22 June 2013. Retrieved 25 March 2011.
239. ↑  Ricoeur, Paul. Freud and Philosophy: An Essay on Interpretation. New Haven and London: Yale University Press, 1970, p. 32
240. ↑  "Max Weber". Max Weber – Stanford Encyclopaedia of Philosophy. Metaphysics Research Lab, Stanford University. 2017. Archived from the original on 27 May 2012. Retrieved 29 November 2009.
241. ↑  (Calhoun 2002، ص. 19)
242. ↑  Löwith, Karl. From Hegel to Nietzsche. New York: Columbia University Press, 1991, p. 49.
243. ↑  Berlin, Isaiah. 1967. Karl Marx: His Life and Environment. Time Inc Book Division, New York. pp130
244. ↑  (Singer 1980، ص. 1)
245. ↑  Bridget O'Laughlin (1975) Marxist Approaches in Anthropology, Annual Review of Anthropology Vol. 4: pp. 341–70 (October 1975) doi:10.1146/annurev.an.04.100175.002013.
William Roseberry (1997) Marx and Anthropology Annual Review of Anthropology, Vol. 26: pp. 25–46 (October 1997) doi:10.1146/annurev.anthro.26.1.25
246. ↑  Becker, S.L. (1984). "Marxist Approaches to Media Studies: The British Experience". Critical Studies in Mass Communication. 1 (1): 66–80. doi:10.1080/15295038409360014.
247. ↑  See [[:en:Manuel Alvarado]|Manuel Alvarado]], Robin Gutch, and Tana Wollen (1987) Learning the Media: Introduction to Media Teaching, Palgrave Macmillan.
248. ↑  Karl Marx (Winner of Your Millenium) at bbc.co.uk
249. ↑  Karl Marx voted most revered philosopher on BBC web site at Marxist.com
250. ↑  Kerbo 2017, p. 8.
251. ↑  Kołakowski, Leszek. Main Currents of Marxism: the Founders, the Golden Age, the Breakdown. Translated by P.S. Falla. New York: W.W. Norton & Company, 2005.
252. ↑  Aron, Raymond. Main Currents in Sociological Thought. Garden City, NY: Anchor Books, 1965.
253. ↑  Anderson, Perry. Considerations on Western Marxism. London: NLB, 1976.
254. ↑  Hobsbawm, E. J. How to Change the World: Marx and Marxism, 1840–2011 (London: Little, Brown, 2011), 314–44.
255. ↑  Hemingway, Andrew. Marxism and the History of Art: From William Morris to the New Left. Pluto Press, 2006.
256. ↑  Lenin, VI. "The Tasks of the Proletariat in the Present Revolution". Archived from the original on 9 January 2015. Retrieved 8 January 2015.
257. ↑  Jeffries, Stuart (4 July 2012). "Why Marxism is on the rise again". The Guardian. Archived from the original on 8 January 2015. Retrieved 8 January 2015.
258. ↑  Stanley, Tim. "The Left is trying to rehabilitate Karl Marx. Let's remind them of the millions who died in his name". The Daily Telegraph. Archived from the original on 7 April 2016. Retrieved 8 January 2015.
259. ↑  Phillips, Ben. "USSR: Capitalist or Socialist?". Marxists.org. Archived from the original on 29 June 2015. Retrieved 8 January 2015.
260. ↑  Garner, Dwight (18 August 2009). "Fox Hunter, Party Animal, Leftist Warrior". The New York Times. Archived from the original on 27 July 2020. Retrieved 31 August 2020.
261. ↑  Elbe, Indigo (21 October 2013). "Between Marx, Marxism, and Marxisms – Ways of Reading Marx's Theory". Viewpoint Magazine. Archived from the original on 8 January 2015. Retrieved 8 January 2015.
262. ↑  Lipow, Arthur (1991). Authoritarian Socialism in America: Edward Bellamy and the Nationalist Movement. University of California Press. p. 1. شابک ‎۹۷۸۰۵۲۰۰۷۵۴۳۶.
263. ↑  "Karl Marx statue from China adds to German angst". BBC News. 5 May 2018. Archived from the original on 22 June 2019. Retrieved 16 May 2019.
264. ↑  Stone, Jon (4 May 2018). "'Today he stands for things which is he not responsible for': EU president Juncker defends Karl Marx's legacy". The Independent. Archived from the original on 24 April 2019. Retrieved 16 May 2019.
265. ↑  Scott, A. O. (22 February 2018). "Review: In 'The Young Karl Marx,' a Scruffy Specter Haunts Europe". The New York Times. Archived from the original on 7 May 2018. Retrieved 6 May 2018.

### فارسی

#### نوشته شده توسط مارکس
- سرمایه، نقدی بر اقتصاد سیاسی (جلد یکم)، ترجمهٔ حسن مرتضوی، چاپ اول: ۱۳۸۶، انتشارات آگاه.
- سرمایه، نقد اقتصاد سیاسی (جلد دوم)، ترجمهٔ حسن مرتضوی، چاپ اول: ۱۳۹۳، انتشارات آگاه.
- سرمایه (کاپیتال)، تحلیل نقادانه تولید کاپیتالیستی (جلد یک)، ترجمهٔ جمشید هادیان، انتشار کاغذی: ۱۳۸۶، انتشار نسخه رایگان الکترونیکی: ۱۳۸۷.
- ایدئولوژی آلمانی،: کارل مارکس، فریدریش انگلس، مترجم: تیرداد نیکی، مصحح: عزیزالله علیزاده، تهران: انتشارات فردوس، ۱۳۹۵، (وزیری، گالینگور)، ۸۱۶ صفحه. شابک ‎۷-۵۷۳-۳۲۰-۹۶۴-۹۷۸
- گروندریسه، مبانی نقد اقتصاد سیاسی، ترجمهٔ باقر پرهام و احمد تدین، چاپ اول ۱۳۶۳، انتشارات آگه
- دربارهٔ مسئلهٔ یهود؛ گامی در نقد فلسفهٔ حق هگل، ترجمهٔ مرتضی محیط، ویراستاران: محسن حکیمی-حسن مرتضوی، چاپ اول: ۱۳۸۱، نشر اختران
- دست‌نوشته‌های اقتصادی فلسفی ۱۸۴۴، ترجمهٔ حسن مرتضوی، چاپ اول ۱۳۷۷، انتشارات آگه
- دربارهٔ تکامل مادی تاریخ (دو رساله و ۲۸ نامه)، ترجمهٔ خسرو پارسا، چاپ اخیر: ۱۳۸۰، نشر دیگر.
- صورت‌بندی‌های اقتصادی پیشاسرمایه‌داری، ترجمهٔ خسرو پارسا، چاپ اول: ۱۳۵۳ چاپ اخیر: ۱۳۷۸، نشر دیگر.
- لودویگ فوئرباخ و ایدئولوژی آلمانی، ترجمهٔ پرویز بابایی، چاپ اول: ۱۳۷۹، نشر چشمه
- رسالهٔ دکترای فلسفه (اختلاف بین فلسفهٔ طبیعت دموکریتی و اپیکوری)، ترجمهٔ محمود عبادیان، حسن قاضی‌مرادی. چاپ اول:۱۳۸۱، نشر اختران
- هیجدهم برومر لوئی بناپارت، ترجمهٔ باقر پرهام، چاپ اوّل: ۱۳۷۷، نشر مرکز
- نبردهای طبقاتی در فرانسه، ترجمهٔ باقر پرهام، چاپ اوّل: ۱۳۷۹، نشر مرکز
- جنگ داخلی در فرانسه ۱۸۷۱، ترجمهٔ باقر پرهام، چاپ اوّل: ۱۳۸۰، نشر مرکز
- پنج مقالهٔ مارکس و انگلس دربارهٔ ایران، ترجمهٔ داور شیخاوندی، چاپ اوّل: ۱۳۷۹، نشر آتیه
- سانسور و آزادی مطبوعات، ترجمهٔ حسن مرتضوی، چاپ اول: ۱۳۸۴، نشر اختران.
- فقر فلسفه، ترجمهٔ آرتین آراکل، چاپ اوّل: ۱۳۸۳، نشر اهورا.
- خانواده مقدس، ترجمه تیرداد نیکی، تهران: نشر آمه، ۱۳۸۸.
- گزیده نوشته‌ها دربارهٔ استعمار (با فردریش انگلس)، ترجمهٔ حمید محوی، پاریس: ۲۰۱۹.

#### دربارهٔ مارکس
- ایشتوان مساروش (۱۳۸۰)، نظریهٔ بیگانگی مارکس، ترجمهٔ حسن شمس‌آوری، کاظم فیروزمند، نشر مرکز، شابک ۹۶۴-۳۰۵-۶۱۵-۵
- بابک احمدی (۱۳۸۲)، واژه‌نامهٔ فلسفی مارکس، نشر مرکز، شابک ۹۶۴-۳۰۵-۷۲۷-۵
- جورج ریتزر (۱۳۹۳)، نظریه جامعه‌شناختی: (مارکس، دورکیم، وبر، زیمل)، ترجمهٔ عزیزالله علیزاده، تهران: انتشارات فردوس، شابک ۹۷۸-۹۶۴-۳۲۰-۵۰۹-۶
- تری ایگلتون (۱۳۸۳)، مارکس و آزادی، ترجمهٔ علی‌اکبر معصوم‌بیگی، آگه، شابک ۹۶۴-۳۲۹-۱۰۰-۶
- جان بلامی فاستر (۱۳۸۲)، اکولوژی مارکس، ماتریالیسم و طبیعت، ترجمهٔ علی‌اکبر معصوم‌بیگی، نشر دیگر، شابک ۹۶۴-۷۱۸۸-۲۷-۷
- مرتضی محیط (۱۳۸۲)،  حسن مرتضوی، ویراستار، کارل مارکس، زندگی و دیدگاه‌های او - بخش اوّل: از ۱۸۱۸ تا «مانیفست»، اختران، شابک ۹۶۴-۷۵۱۴-۱۴-X
- مرتضی محیط (۱۳۸۴)،  حسن مرتضوی، ویراستار، کارل مارکس، زندگی و دیدگاه‌های او - بخش دوم: از ۱۸۴۸ تا ۱۸۵۲، اختران، شابک ۹۶۴-۷۵۱۴-۹۵-۶
- میخائیل لیف شیتز (۱۳۸۱)، فلسفهٔ هنر از دیدگاه مارکس، ترجمهٔ مجید مددی، آگاه، شابک ۹۶۴-۴۱۶-۲۱۷-X
- آیزایا برلین (۱۳۸۶)، کارل مارکس، کار و زندگی او، ترجمهٔ سیف‌الله گلکار، نشر ثالث
- لشک کولاکوفسکی، جریان‌های اصلی در مارکسیسم: برآمدن، گسترش، فروپاشی، ترجمه عباس میلانی، (جلد اول و دوم: نشر اختران، جلد سوم: مؤسسه انتشارات آگاه).

### انگلیسی

#### زندگی‌نامه‌ها
- Barnett, Vincent. Marx (Routledge, 2009)
- Berlin, Isaiah. Karl Marx: His Life and Environment (Oxford University Press, 1963) شابک ‎۰−۱۹−۵۲۰۰۵۲−۷
- Blumenberg, Werner (2000). Karl Marx: An Illustrated Biography. trans. Douglas Scott. London; New York: Verso. ISBN 978-1-85984-254-6.
- Gemkow, Heinrich. Karl Marx: A Biography. Dresden: Verlag Zeit im Bild. 1968.
- Heinrich, Michael (2019). Karl Marx and the Birth of Modern Society: the Life of Marx and the Development of His Work. Volume I: 1818–1841. New York: Monthly Review P. ISBN 978-1-58367-735-3.
- Hobsbawm, E.J. (2004). "Marx, Karl Heinrich". Oxford Dictionary of National Biography (online ed.). Oxford University Press. doi:10.1093/ref:odnb/39021. (Subscription or UK public library membership required.)
- Lenin, Vladimir (1967) [1913]. Karl Marx: A Brief Biographical Sketch with an Exposition of Marxism. Peking: Foreign Languages Press. Archived from the original on 2 July 2019. Retrieved 19 February 2011.
- Liedman, Sven-Eric. A World to Win: The Life and Works of Karl Marx. [2015] Jeffrey N. Skinner, trans. London: Verso, 2018.
- McLellan, David. Karl Marx: his Life and Thought Harper & Row, 1973 شابک ‎۹۷۸−۰−۰۶−۰۱۲۸۲۹−۶
- Mehring, Franz. Karl Marx: The Story of His Life (Routledge, 2003)
- McLellan, David. Marx before Marxism (1980), Macmillan, شابک ‎۹۷۸−۰−۳۳۳−۲۷۸۸۲−۶
- Rubel, Maximilien. Marx Without Myth: A Chronological Study of his Life and Work (Blackwell, 1975) شابک ‎۰−۶۳۱−۱۵۷۸۰−۸
- Segrillo, Angelo. Two Centuries of Karl Marx Biographies: An Overview (LEA Working Paper Series, nº 4, مارس ۲۰۱۹).
- Sperber, Jonathan. Karl Marx: A Nineteenth-Century Life. New York: W.W. Norton & Company, 2013.
- Stedman Jones, Gareth. Karl Marx: Greatness and Illusion (Allen Lane, 2016). شابک ‎۹۷۸−۰−۷۱۳۹−۹۹۰۴−۴.
- Walker, Frank Thomas. Karl Marx: a Bibliographic and Political Biography. (bj.publications), 2009.
- Wheen, Francis. Karl Marx: A Life, (Fourth Estate, 1999), شابک ‎۱−۸۵۷۰۲−۶۳۷−۳

#### دربارهٔ مارکس
- Althusser, Louis. For Marx. London: Verso, 2005.
- Althusser, Louis and Balibar, Étienne. Reading Capital. London: Verso, 2009.
- Attali, Jacques. Karl Marx or the thought of the world. 2005
- Avineri, Shlomo. The Social and Political Thought of Karl Marx (Cambridge University Press, 1968) شابک ‎۰−۵۲۱−۰۹۶۱۹−۷
- Axelos, Kostas. Alienation, Praxis, and Techne in the Thought of Karl Marx (translated by Ronald Bruzina, University of Texas Press, 1976).
- Blackledge, Paul. Reflections on the Marxist Theory of History (Manchester University Press, 2006)
- Blackledge, Paul. Marxism and Ethics (SUNY Press, 2012)
- Bottomore, Tom, ed. A Dictionary of Marxist Thought. Oxford: Blackwell, 1998.
- Callinicos, Alex (2010) [1983]. The Revolutionary Ideas of Karl Marx. Bloomsbury, London: Bookmarks. ISBN 978-1-905192-68-7.
- Cleaver, Harry. Reading Capital Politically (AK Press, 2000)
- G.A. Cohen. Karl Marx's Theory of History: A Defence (Princeton University Press, 1978) شابک ‎۰−۶۹۱−۰۷۰۶۸−۷
- Collier, Andrew. Marx (Oneworld, 2004)
- Draper, Hal, Karl Marx's Theory of Revolution (4 volumes) Monthly Review Press
- Duncan, Ronald and Wilson, Colin. (editors) Marx Refuted, (Bath, UK, 1987) شابک ‎۰−۹۰۶۷۹۸−۷۱-X
- Eagleton, Terry. Why Marx Was Right (New Haven & London: Yale University Press, 2011).
- Fine, Ben. Marx's Capital. 5th ed. London: Pluto, 2010.
- Foster, John Bellamy. Marx's Ecology: Materialism and Nature. New York: Monthly Review Press, 2000.
- Gould, Stephen Jay. A Darwinian Gentleman at Marx's Funeral – E. Ray Lankester, p. 1, Find Articles.com (1999)
- Harvey, David. A Companion to Marx's Capital. London: Verso, 2010.
- Harvey, David. The Limits of Capital. London: Verso, 2006.

- Henry, Michel. Marx I and Marx II. 1976
- Holt, Justin P. The Social Thought of Karl Marx. Sage, 2015.
- Iggers, Georg G. "Historiography: From Scientific Objectivity to the Postmodern Challenge."(Wesleyan University Press, 1997, 2005)
- Kołakowski, Leszek. Main Currents of Marxism Oxford: Clarendon Press, OUP, 1978
- Little, Daniel. The Scientific Marx, (University of Minnesota Press, 1986) شابک ‎۰−۸۱۶۶−۱۵۰۵−۵
- Mandel, Ernest. Marxist Economic Theory. New York: Monthly Review Press, 1970.
- Mandel, Ernest. The Formation of the Economic Thought of Karl Marx. New York: Monthly Review Press, 1977.
- Mészáros, István. Marx's Theory of Alienation (The Merlin Press, 1970)
- Miller, Richard W. Analyzing Marx: Morality, Power, and History. Princeton, N.J: Princeton University Press, 1984.
- Postone, Moishe. Time, Labour, and Social Domination: A Reinterpretation of Marx's Critical Theory. Cambridge [England]: Cambridge University Press, 1993.
- Rothbard, Murray. An Austrian Perspective on the History of Economic Thought Volume II: Classical Economics (Edward Elgar Publishing Ltd. , 1995) شابک ‎۰−۹۴۵۴۶۶−۴۸-X
- Saad-Filho, Alfredo. The Value of Marx: Political Economy for Contemporary Capitalism. London: Routledge, 2002.
- Schmidt, Alfred. The Concept of Nature in Marx. London: NLB, 1971.
- Seigel, J.E. (1973). "Marx's Early Development: Vocation, Rebellion and Realism". The Journal of Interdisciplinary History. 3 (3): 475–508. doi:10.2307/202551. JSTOR 202551.
- Seigel, Jerrold. Marx's fate: the shape of a life (Princeton University Press, 1978) شابک ‎۰−۲۷۱−۰۰۹۳۵−۷
- Strathern, Paul. "Marx in 90 Minutes", (Ivan R. Dee, 2001)
- Thomas, Paul. Karl Marx and the Anarchists. London: Routledge & Kegan Paul, 1980.
- Uno, Kozo. Principles of Political Economy. Theory of a Purely Capitalist Society, Brighton, Sussex: Harvester; Atlantic Highlands, N.J. : Humanities, 1980.
- Vianello, F. [1989], "Effective Demand and the Rate of Profits: Some Thoughts on Marx, Kalecki and Sraffa", in: Sebastiani, M. (ed.), Kalecki's Relevance Today, London, Macmillan, شابک ‎۹۷۸−۰−۳۱۲−۰۲۴۱۱−۶.
- Wendling, Amy. Karl Marx on Technology and Alienation (Palgrave Macmillan, 2009)
- Wheen, Francis. Marx's Das Kapital, (Atlantic Books, 2006) شابک ‎۱−۸۴۳۵۴−۴۰۰−۸
- Wilson, Edmund. To the Finland Station: A Study in the Writing and Acting of History, Garden City, NY: Doubleday, 1940

#### داستانی
- Barker, Jason. Marx Returns, Winchester, UK: Zero Books, 2018, شابک ‎۹۷۸−۱−۷۸۵۳۵−۶۶۰−۵.

#### مقاله‌های پزشکی
- Shuster, Sam (January 2008). "The nature and consequence of Karl Marx's skin disease". British Journal of Dermatology. 158 (1): 071106220718011––. doi:10.1111/j.1365-2133.2007.08282.x. PMID 17986303. S2CID 40843002.